# Kuchnia średniowiecza

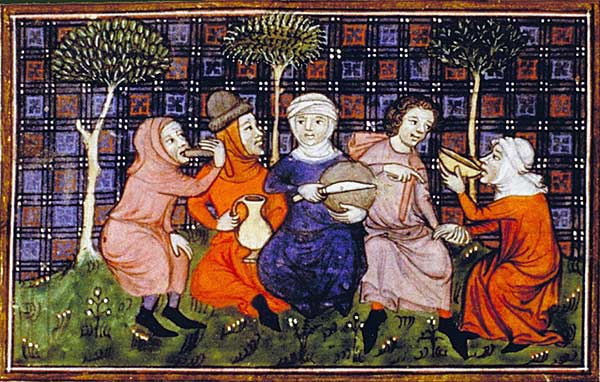
Grupa podróżników dzieląca się jadłem i napitkiem; Livre du roi Modus et de la reine Ratio, XIV w.

Kuchnia średniowiecza – zwyczaje kulinarne, obejmujące pokarmy, nawyki żywieniowe i metody przygotowywania potraw dominujące w Europie w okresie średniowiecza, od V do XVI wieku. Kuchnia ta była zróżnicowana terytorialnie, szczególnie wśród najniższych warstw społecznych, których dieta była ograniczona do produktów dostępnych w najbliższej okolicy i tanich. Zwyczaje kulinarne warstw najwyższych, mogących spożywać potrawy przyrządzone według ówczesnej sztuki kulinarnej, były bardziej jednorodne; zwłaszcza pod koniec średniowiecza wykształciła się pewna forma haute cuisine, pojawiły się też książki kucharskie. Jednak i kuchnia możnych podlegała ograniczeniom wynikającym z wolnych środków transportu i ówczesnych możliwości konserwacji jedzenia.
Ważnym czynnikiem wpływającym na dietę średniowiecznych Europejczyków były nakazane przez chrześcijaństwo liczne dni postne, ograniczające rodzaj spożywanego pożywienia. Wykwintna kuchnia średniowieczna charakteryzowała się używaniem dużej ilości przypraw, także importowanych. Były drogie, gdyż sprowadzane z daleka przez wielu pośredników. Przy przygotowaniu i doborze potraw kierowano się wskazaniami ówczesnej medycyny.
Podstawą wyżywienia ludzi średniowiecza były produkty ze zbóż: kasze i chleb. Rośliny strączkowe i warzywa były ważnym uzupełnieniem diety niższych warstw społecznych. Mięso, produkt droższy i mający bardziej prestiżowy status, obecne było przede wszystkim na stołach warstw wyższych. Jadano głównie drób i wieprzowinę, a na dworach rycerskich także dziczyznę. Popularne, szczególnie w okresie postów, były ryby morskie (zwłaszcza konserwowane i transportowane na spore odległości dorsze i śledzie) i słodkowodne.
Podczas okresu średniowiecza zarówno dietetyka, jak i styl żywienia podlegały pewnym zmianom, związanym z upowszechnianiem się niektórych upraw i hodowli oraz rozwojem metod rolnictwa i przetwórstwa żywności.

## Średniowieczna dietetyka
Kuchnie kultur basenu Morza śródziemnego od czasów starożytności opierały swoją dietę na zbożach, najczęściej na pszenicy. Owsianka i kasze, a potem i chleb były podstawowym produktem spożywczym, dostarczającymi codziennej porcji kalorii większości ludności. Od VIII do XI wieku udział produktów zbożowych w diecie przeciętnego obywatela podniósł się z 1/3 do około 3/4. Zależność od pszenicy była znaczna przez całe średniowiecze, wraz ze wzrostem znaczenia chrześcijaństwa i jego ekspansji na północ. W chłodniejszych klimatach pszenica była jednak dla większości ludności towarem niedostępnym, była wiec kojarzona z klasami wyższymi. Centralne miejsce chleba w obrzędach religijnych, na przykład w formie eucharystii oznaczało jego wyjątkową pozycję wśród artykułów żywnościowych, porównywalną tylko z winem oraz oliwą, które jednak były towarami raczej ekskluzywnymi poza cieplejszymi miejscami, gdzie winogrona i oliwki były uprawiane.

### Wpływ chrześcijaństwa. Posty

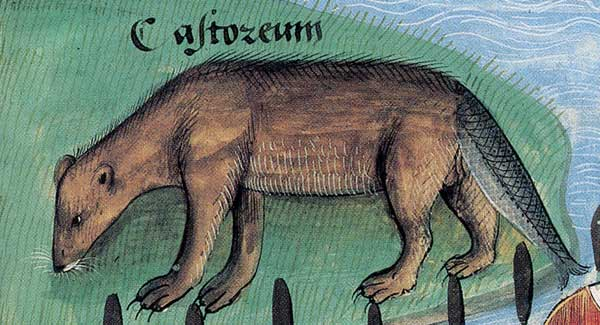
W średniowieczu uważano, że ogony bobrów miały w sobie tyle z natury ryb, że można je było jeść w dni postu; Livre des simples médecines, ok. 1480

Kościół zachodni oraz wschodni wraz z przyjętymi przez nie kalendarzami miały wielki wpływ na nawyki dotyczące konsumpcji. Większość chrześcijan miała zakaz spożywania mięs przez trzecią część roku, a podczas wielkiego postu i w inne dni postne niedozwolone było spożywanie produktów pochodzenia zwierzęcego, w tym jaj i produktów mlecznych, z wyłączeniem jednak ryb. Dodatkowo, zwyczajem panującym wśród ludności było poszczenie przed przyjęciem Eucharystii – posty takie mogły przybierać nawet formę jednodniowej całkowitej wstrzemięźliwości.
Kościoły chrześcijańskie zakładały, że na zmianę następuje czas postu i biesiadowania. W większości Europy środy, piątki i czasem inne dni tygodnia oraz określone w kalendarzu dni takie, jak wielki post oraz Adwent były czasem postnym, w trakcie którego niedozwolone było spożywanie mięsa i produktów pochodzenia zwierzęcego, w tym mleka, sera, masła i jaj, choć dopuszczano spożywanie ryb. Post miał na celu umartwienie ciała i pobudzenie do życia duszy, wspierając średniowieczny dogmat o niższości ciała, wspominając też poświęcenie się Jezusa dla ludzkości. Intencją postu w średniowieczu nie było ukazania określonych produktów spożywczych jako nieczystych, lecz raczej udzielenie ludzkości lekcji duchowej w samoopanowaniu poprzez wstrzemięźliwość. Podczas szczególnie ostrych dni postnych ilość jedzonych posiłków spadała do jednego. Nawet jeśli większość ludzi przestrzegała tych ustaleń, odprawiając pokutę w sytuacjach, kiedy łamała ograniczenia, istniały liczne sposoby na ominięcie problemu. Swoisty konflikt ideałów i praktyk podsumowała w swojej książce Bridget Ann Henisch:

W naturze człowieka leży budowanie jak najbardziej skomplikowanych klatek zasad i regulaminów, w której sam siebie więzi zaś potem, w pełni pomysłowości i zapału łamanie sobie głowy nad problemem zręcznego wywinięcia się z owej klatki na wolność. Post był wyzwaniem, a grą w tym wyzwaniu było odnalezienie jego słabych punktów.

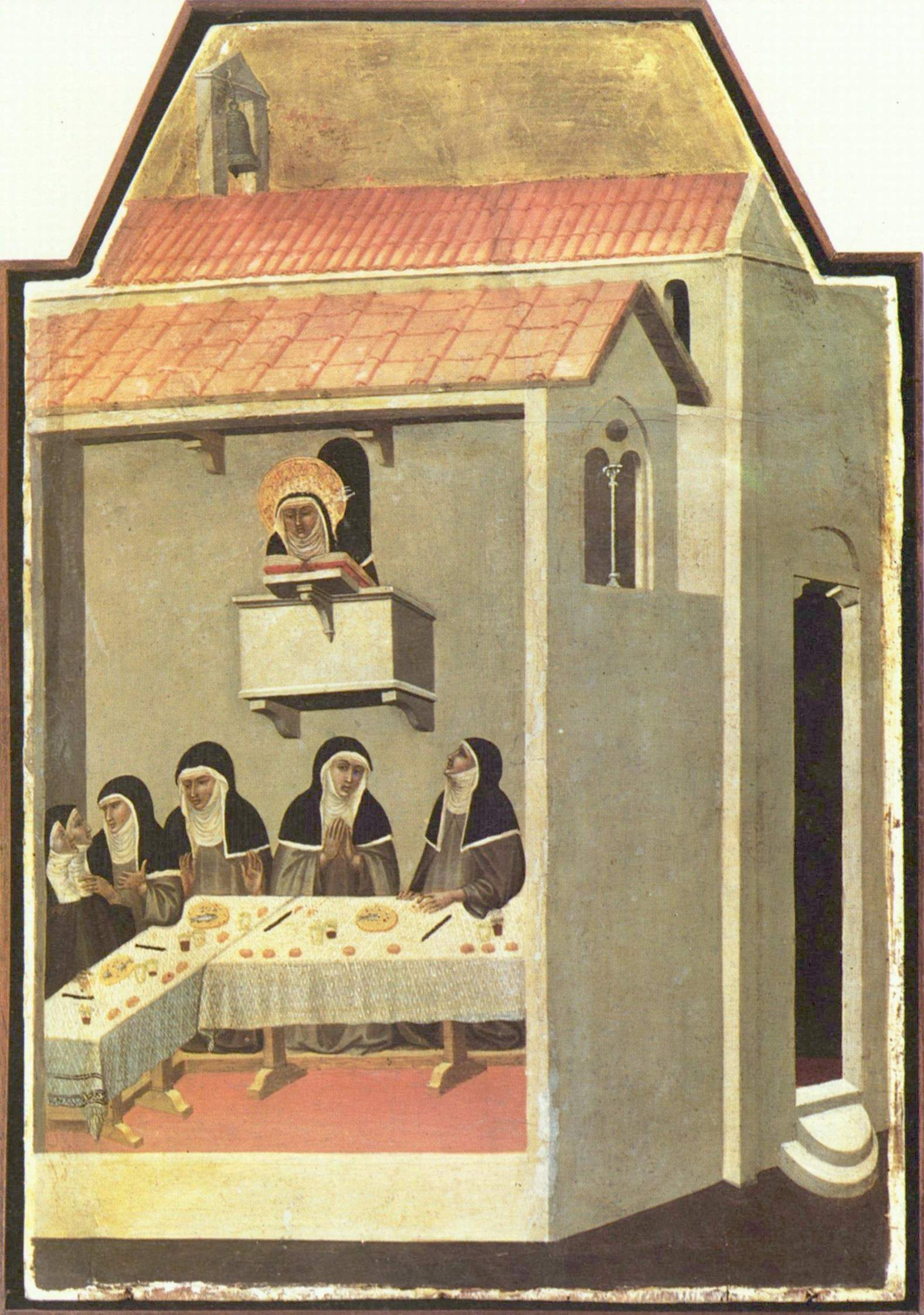
Siostry zakonne spożywające w ciszy posiłek i słuchające czytania z Biblii. Zauważyć należy wykorzystanie do komunikacji gestów rąk; Życie błogosławionej Świętej Pokory, Pietro Lorenzetti, 1341

W okresach pokuty należało unikać produktów pochodzenia zwierzęcego, lecz często przewagę uzyskiwały pragmatyczne kompromisy. Definicja „ryby” była szeroka, obejmowała także wieloryby i morświny, a nawet bobry, a w pewnym okresie także niektóre gatunki ptactwa wodnego. Dobór składników wykorzystywanych do przyrządzania potraw był mniejszy, lecz nie oznaczało to automatycznie zmniejszenia wielkości posiłków. Nie istniały też ograniczenia dotyczące (umiarkowanego) picia, czy jedzenia słodyczy. Bankiety wydawane w dniach, kiedy spożywano głównie ryby, nadal mogły być pełne przepychu, były też popularnymi okazjami do podawania potraw imitujących mięsa, sery, czy jaja w niezwykłe sposoby: potrawy rybne można było ukształtować tak, by przypominały dziczyznę, a puste skorupki jajek faszerowano ikrą z dodatkiem mleczka migdałowego i gotowano w gorących węglach. Głowy kościoła bizantyjskiego prezentowały jednoznaczne podejście, odradzając jakiekolwiek kulinarne wyrafinowanie swoim kapłanom. Kościół Zachodu był w tych kwestiach o wiele bardziej pobłażliwy. Częste były narzekania na rygor poszczenia wśród ludności świeckiej. Podczas wielkiego postu zarówno królowie, jak i uczniowie, ludność prosta i szlachta, narzekali na pozbawianie ich potraw mięsnych w długich tygodniach poważnego kontemplowania grzechów. W trakcie wielkiego postu ostrzegano nawet właścicieli trzody o grasujących głodnych psach, sfrustrowanym „oblężeniem wielkopostnym z domieszką ości rybich”.
Tendencją, która pojawiła się w XIII wieku było bardziej prawnicze rozpatrywanie postu. Warstwy najwyższe skrupulatnie przestrzegały zakazu jedzenia mięs, lecz nadal jadały stylowo: mięsa zastępowane były rybami często imitującymi szynki i boczki, mleczko migdałowe podawano zamiast zwierzęcego jako drogi zastępczy produkt pochodzenia roślinnego, a udawane jajka wykonywano z wydmuszek wypełnionych mleczkiem migdałowym, którym nadawano kolor i smak dzięki wykorzystaniu wymyślnych przypraw.
Dla ogólnie zdefiniowanych grup ludzi często czyniono wyjątki od postu. Tomasz z Akwinu (pl. 1225-1274) uważał, że od postu obowiązuje dyspensa w stosunku do dzieci, osób starszych, pielgrzymów, pracowników i żebraków, lecz nie w stosunku do biedoty mającej jakiekolwiek schronienie. Istnieje wiele opisów w których mnisi unikali ograniczeń w spożywaniu pokarmów poprzez odpowiednie interpretacje tekstów biblijnych. Z uwagi na to, że pościć nie musiały również osoby chore, powstała idea mówiąca, że post obowiązywał tylko w pomieszczaniach, gdzie zwyczajowo spożywano pokarmy, więc wielu braci zakonnych spożywało posiłki dni postnych poza refektarzem. Nowo wybrani urzędnicy klasztorów starali się uzdrowić sytuację nie tylko poprzez potępienie moralne, lecz również przez udostępnienie odpowiednio starannie przygotowanych potraw bezmięsnych na dni postu.

### Kuchnia a medycyna
Średniowieczne zdobycze nauk medycznych miały znaczny wpływ na postrzeganie w klasach wyższych określonych produktów spożywczych jako zdrowych i odżywczych. Styl życia, w tym dieta, aktywność fizyczna, odpowiednie zachowania społeczne, czy zaaprobowane środki medyczne prowadził do dobrego zdrowia, a wszystkim produktom żywieniowym przypisywano cechy wpływające na stan zdrowia. Kolejna klasyfikacja prowadziła od produktów gorących do zimnych i wilgotnych do suchych, zgodnie z opracowaną przez Galena teorią humorów, dominującą w europejskiej myśli medycznej od późnych czasów antycznych do XVII wieku.

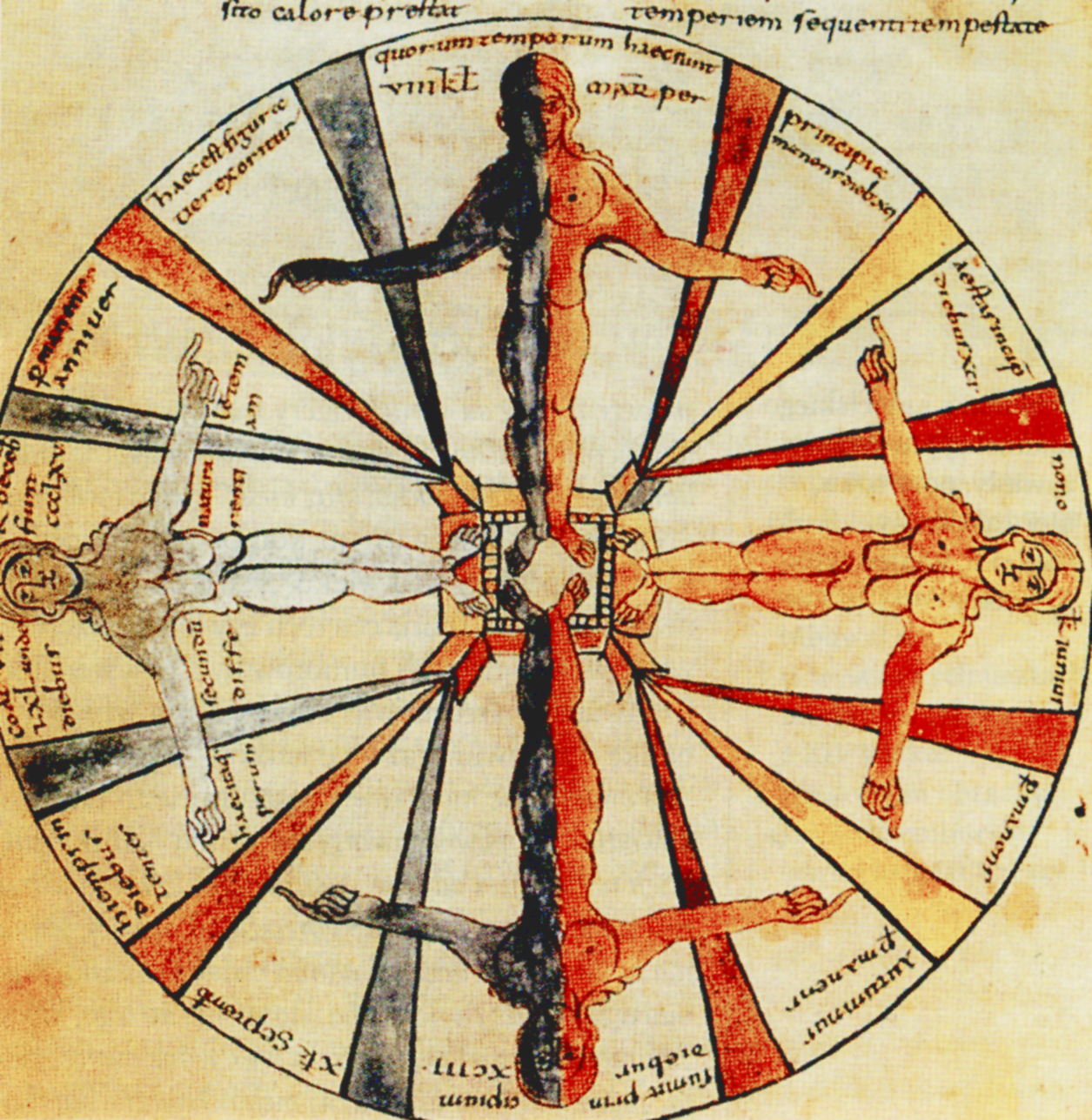
Schemat łączący pory roku, cztery żywioły i ludzkie charaktery. Miniatura z De natura rerum Izydora z Sewilli

Średniowieczni uczeni uznawali trawienie za proces podobny gotowaniu. Przetwarzanie pokarmu w żołądku rozpatrywano jako kontynuację przygotowań dokonanych przez kucharza. By potrawa została odpowiednio „ugotowana” a składniki odżywcze prawidłowo przyswojone, ważne było odpowiednie wypełnianie żołądka. Potrawy lekkostrawne należało jeść w pierwszej kolejności, po czym można było spożywać coraz cięższe dania. Jeśli nie przestrzegano takiej kolejności, uważano, że cięższe potrawy opadały na dno żołądka, blokując przewód trawienny, wskutek czego trawienie było spowalniane, powodując gnicie ciała i przyciąganie do żołądka złych humorów. Ważne też było, by nie mieszać ze sobą potraw o odmiennych właściwościach.
Przed jedzeniem żołądek należało „otworzyć” odpowiednim aperitifem (z łaciny „aperire” – „otwierać”), najlepiej natury ostrej i suchej: słodyczami wykonanymi z cukru, pokrytych miodem przypraw takich, jak imbir, kminek, czy ziarna anyżu, kopru włoskiego lub kminku, winem, bądź słodzonymi napojami mlecznymi. Jako że na początku posiłku żołądek był „otwierany”, na końcu należało go zamknąć – na przykład drażami w średniowieczu występującymi w formie przyprawionych kawałków cukru, lub grzanym winem, doprawionym aromatycznymi przyprawami, do którego podawano dojrzały ser. Posiłek zwykło się rozpoczynać lekkostrawnymi owocami, na przykład jabłkami, po czym spożywano warzywa – sałatę, kapustę, portulakę, zioła, wilgotne owoce, lekkie mięsa (na przykład mięso kury lub młodej kozy) z (czasami gęstą) zupą. Następnie podawano cięższe mięsa – wieprzowinę lub wołowinę wraz z warzywami i orzechami (oraz np. gruszkami i kasztanami, uznawanymi za ciężkostrawne). Popularne, jak też zalecane przez praktykę medyczną, było kończenie posiłku dojrzałym serem lub produktami wspomagającymi trawienie.
Idealny pokarm ściśle odpowiadał humorowi ludzi – był umiarkowanie ciepły i wilgotny. Potrawy należało sporządzać ze składników drobno krojonych, mielonych, zgniatanych i odcedzonych, by wszystkie składniki odpowiednio połączyć. Białe wino miało chłodniejszą naturę od wina czerwonego i ta sama zależność obowiązywała między białym a czerwonym octem. Mleko było względnie ciepłe i wilgotne, lecz uważano, że mleka różnych zwierząt różniły się od siebie. Żółtka jaj uznawano za ciepłe i wilgotne, zaś białka – za zimne i wilgotne. Od kucharzy oczekiwano dostosowania się do reguł określonych przez medycynę humorów. Nawet, jeśli ograniczało to kombinacje możliwych do łączenia składników, szefowie kuchni mieli mnóstwo możliwości do popisów kulinarnych.

## Różnice zależne od rejonu
Zróżnicowanie geograficzne było skutkiem różnic klimatycznych, administracji i zwyczajów, różnych w poszczególnych częściach Europy. Mimo że powinno się unikać daleko zakrojonych uogólnień, można wyznaczyć rejony, w których dominowały określone produkty spożywcze. Klimat Wysp Brytyjskich, północnej Francji, Niderlandów, północnych obszarach zamieszkanych przez ludność germańską, Skandynawii i rejony Morza Bałtyckiego był ogólnie zbyt ostry, by można było uprawiać winogrona czy oliwki. W krajach południa Europy powszechnym napojem klas bogatych i biedoty było wino (choć ci drudzy musieli najczęściej zadowolić się tanim winem z drugiego tłoczenia), zaś na północy biedota pijała piwo – wino było drogim towarem importowym. Powszechne w krajach basenu Morza Śródziemnego były owoce cytrusowe (choć nie były to gatunki popularne dzisiaj) i granaty. Mimo że na północy można było spotkać suszone figi i daktyle, były one wykorzystywane raczej rzadko.
Oliwa była produktem powszechnym w kulturach basenu Morza Śródziemnego, lecz na północy była drogim importowanym towarem, podczas gdy popularne oleje wyciskano z maku, orzechów (włoskich i laskowych). Szczególnie po klęsce Czarnej Śmierci często wykorzystywanymi składnikami w kuchniach północy i północnego zachodu Europy (szczególnie w Niderlandach) były masło i smalec. Składnikiem niemal uniwersalnym w kuchniach warstwy średniej i wyższej były migdały – powszechne i wszechstronne mleczko migdałowe wykorzystywano jako zamiennik jaj i mleka. W późniejszym okresie pojawiła się gorzka odmiana migdałów.

## Posiłki
Zwykle jadano dwa posiłki dziennie: obiad około południa i lżejszą kolację wieczorem. Dwuposiłkowe dni były standardem przez całe średniowiecze. Pomniejsze posiłki były powszechne, lecz stały się one kwestią statusu społecznego, gdyż osoby nie wykonujące prac fizycznych mogły się bez nich obejść. Moraliści nieprzychylnie podchodzili do zbyt wczesnego przerywania nocnego postu, zaś kapłani i ziemianie unikali takich praktyk. Z przyczyn praktycznych, śniadanie spożywali ludzie pracujący, tolerowane były one też w stosunku do dzieci, kobiet, osób starszych i chorych. Ze względu na nauki Kościoła przestrzegającego przed obżarstwem i innymi słabościami ciała, ludzie wydawali się zakłopotani nikłą praktycznością jadania śniadań. Wystawne wieczorne bankiety i późne kolacje przebiegające przy dużych ilościach napojów alkoholowych uznawano za niemoralne. Te ostatnie kojarzono dodatkowo z nawykami hazardowymi, niewyszukanym językiem, pijaństwem i sprośnościami. Popularne były małe posiłki i przekąski, choć i te nie znajdowały zrozumienia w naukach kościelnych, a ludzie pracujący często otrzymywali od swych pracodawców niewielkie kwoty, za które mogli kupować niewielkie przekąski.

## Przygotowywanie potraw

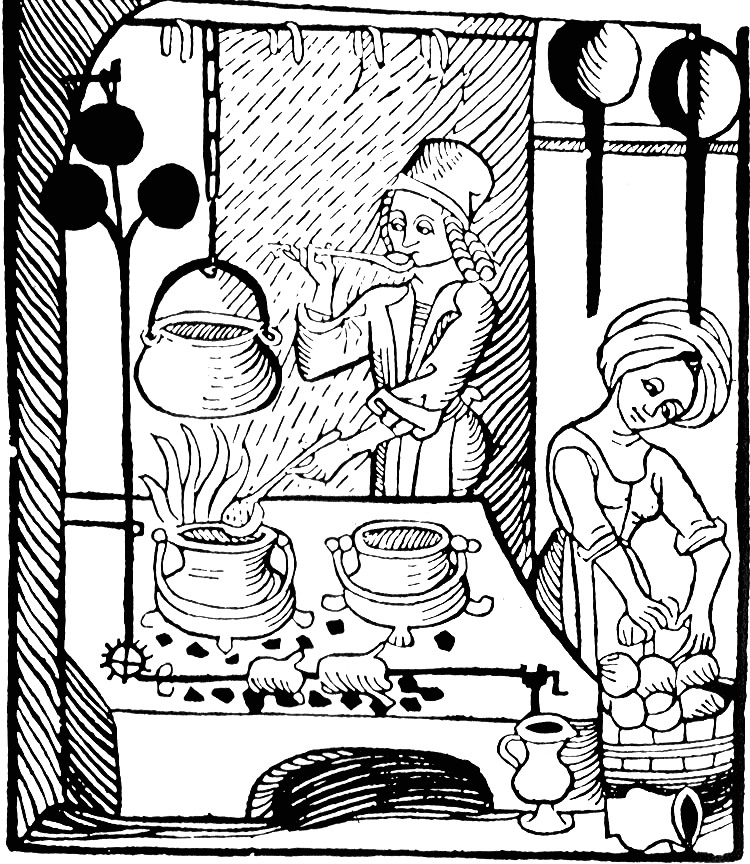
Kucharz z chochlą przy kuchni. Drzeworyt z „Kuchenmaistrey”, pierwszej książki kucharskiej wydrukowanej w Niemczech, 1485

Wszelkie przejawy gotowania przebiegały przy bezpośrednim użyciu ognia. Kuchnie nie pojawiły się w użyciu aż do XVIII wieku, a kucharze musieli posiadać do tego czasu wiedzę na temat gotowania nad otwartym ogniem. Istniały piece, lecz były one drogie w budowie, a ich występowanie ograniczone było do dużych domostw i piekarni. W społecznościach średniowiecznych popularna była wspólna własność jednego pieca, by utrzymać społeczny, nie zaś prywatny, charakter procesu pieczenia chleba. Istniały również przenośne piece, które wypełniano jedzeniem, po czym zakopywano w gorących węglach, jak też większe, osadzone na kołach, z których sprzedawano placki na ulicach średniowiecznych miast. W przypadku jednak większości ludności, większość procesu gotowania przebiegała z wykorzystaniem prostych garnków, stanowiących najefektywniejsze wykorzystanie drewna, jak też nie powodujących utraty soków z potraw. Zupy i gulasze stanowiły przez to najpopularniejsze potrawy. Większość źródeł pozwala przypuszczać, ze średniowieczne potrawy były dość bogate w tłuszcze, przynajmniej w okresie dostępności tłuszczów. Stanowiło to mniejszy problem w okresie harówki, głodów oraz większej akceptacji – a nawet pożądania – pulchnej sylwetki. Szczupłe były wyłącznie osoby chore, biedne lub uprawiające ascezę.
Owoce często łączono z mięsem, rybami i jajami. Przepis na Tart de brymlent, placek rybny ze zbioru przepisów „Forme of Cury”, zawiera oprócz fig, rodzynek, jabłek i gruszek ryby – łososia, dorsza lub łupacza, jak też drylowane śliwki damaszki. Całość dania pokrywano ciastem. Za ważne uznawano, by ryby podawano zgodnie z myślą ówczesnej medycyny i dietetyki. Oznaczało to, ze „temperament” potrawy musiał być oparty na jej naturze dzięki odpowiedniej kombinacji składników i metod przyrządzania oraz przyprawom. Rybę postrzegano jako zimną i wilgotną, więc jej przyrządzanie miało ją ogrzać i osuszyć. Rybę więc smażono lub pieczono w piecu, doprawiając gorącymi i suchymi przyprawami. Wołowina była postrzegana jako sucha i gorąca, więc powinno się ją gotować; wieprzowina miała gorący i wilgotny charakter, więc powinno się ja zawsze przygotowywać na ruszcie. W niektórych zbiorach przepisów składniki potraw dobierano raczej ze względu na ich humor, nie zaś na podstawie tego, co współczesny kucharz określiłby mianem podobieństwa smaku. Przepis na ciasto z pigwy podaje, że zamiast pigwy można równie dobrze użyć kapusty. Inny przepis sugeruje, że rzepę można zamienić na gruszkę.
Placki z kruchego ciasta nie pojawiały się w zbiorach przepisów aż do XV wieku. Do tego czasu ciasto kruche wykorzystywano głównie jako „pojemnik”. Ocalałe zbiory przepisów pokazują znaczny rozwój gastronomii w późnych wiekach średnich. Pod koniec XIV wieku w przepisach zaczęły pojawiać się nowe techniki, takie, jak placki z kruchego ciasta i klarowanie żelatyny białkami jaj, a przepisy stały się rzeczywistymi opisami przyrządzenia potrawy, nie zaś notatkami służącymi wprawnemu kucharzowi jedynie do przypomnienia sobie procesu gotowania.

### Średniowieczna kuchnia

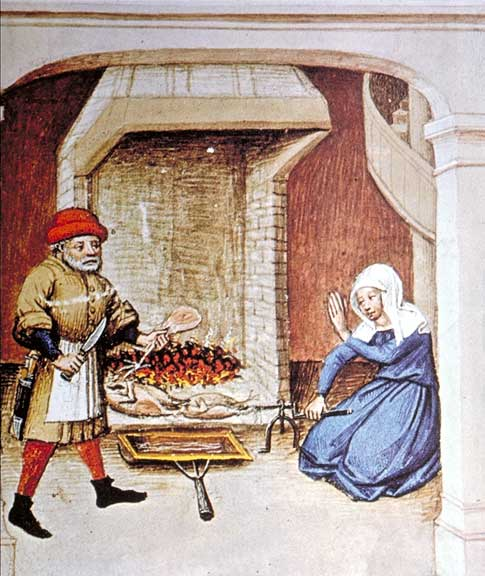
Pieczenie na rożnie ptactwa. Pod rożnem znajduje się płytka wąska rynka do zbierania płynu, który potem wykorzystywano do sporządzenia sosu, lub którym polewano mięso. „Dekameron”, Flandria, 1432

W większości domostw gotowano nad otwartym paleniskiem umieszczonym pośrodku głównego obszaru mieszkalnego, co powodowało lepsze wykorzystanie ciepła. Było to popularne ustawienie, nawet w zamożnych rodzinach, gdzie przez większość średniowiecza kuchnia połączona była z jadalnią. Pod koniec wieków średnich zaczęły pojawiać się wydzielone kuchnie. Pierwszym krokiem było przesunięcie paleniska pod jedną ze ścian głównej izby, co później ewoluowało do formy oddzielnego budynku, lub skrzydła istniejącej budowli, gdzie mieściła się właściwa kuchnia, często oddzielona od przestrzeni mieszkalnej zadaszoną arkadą. W ten sposób kuchenny dym, zapach i krzątanina były poza zasięgiem wzroku gości; spowodowało to też zmniejszenie ryzyka wybuchu pożaru.
W użyciu było już wiele powszechnych dziś przyrządów kuchennych, takich, jak patelnie, garnki, czajniki, czy gofrownice, choć były one zbyt drogie dla biedniejszych domostw. Inne przyrządy, przeznaczone do gotowania nad otwartym ogniem, to rożny różnych rozmiarów i wykonane z różnych materiałów, pozwalające na przyrządzenie zarówno delikatnych przepiórek, jak i całego wołu. Istniały również żurawie z ruchomymi hakami, by garnki i kotły można było łatwo odsunąć od ognia, by potrawy nie kipiały i nie przypalały się. Przybory kuchenne trzymano bezpośrednio nad ogniem lub wsuwano w gorące węgle na trójnogach. W gotowaniu pomagały też różnej wielkości noże, łyżki, chochle, czy tarki. W bogatszych domach jednym z najpopularniejszych przyrządów były moździerz z tłuczkiem oraz ścierka do przesiewania, gdyż wiele średniowiecznych przepisów nakazywało, by przygotowywaną lub gotową potrawę posiekać, zgnieść, odcedzić i przyprawić. Było to spowodowane wiarą lekarzy w to, że im gładsza konsystencja potrawy, tym efektywniej ciało przyjmowało substancje odżywcze. Dawało to też wprawnym kucharzom okazję do aranżowania potraw w wymyślne kształty. Potrawy o gładkiej konsystencji kojarzono również z bogactwem – drobno mielona mąka była droga, zaś chleb jedzony przez pospólstwo był zwykle gruboziarnisty i brązowy. Popularną praktyką było zdjęcie skóry ze zwierzęcia, zmielenie mięsa, wymieszanie go z przyprawami i innymi składnikami, a na koniec włożenie potrawy z powrotem do skóry lub podanie go w kształcie innego zwierzęcia.
Liczebność pracowników kuchni w zamożnych dworach szlacheckich lub królewskich często wynosiła kilkaset osób: stolnicy, piekarze, waflarze, sosjerzy, rzeźnicy, krojczy, paziowie, mleczarki, lokaje i niezliczeni słudzy. Przeciętne domostwo plebejskie radziło sobie za pomocą drewna pozyskiwanego z pobliskich lasów, lecz kuchnie zamożnych domostw musiały opracować całą logistykę związaną z dostarczeniem co najmniej dwóch posiłków setkom ludzi. Wytyczne pomocne w przygotowaniu dwudniowego bankietu można na przykład znaleźć w piętnastowiecznej książce kucharskiej Du fait de cuisine (O gotowaniu), Chiquarta, głównego kucharza antypapieża Amadeusza VIII. Chiquart sugeruje, by szef kuchni miał pod ręką co najmniej tysiąc wozów „dobrego suchego drewna opałowego” i szopę węgla.

### Konserwacja

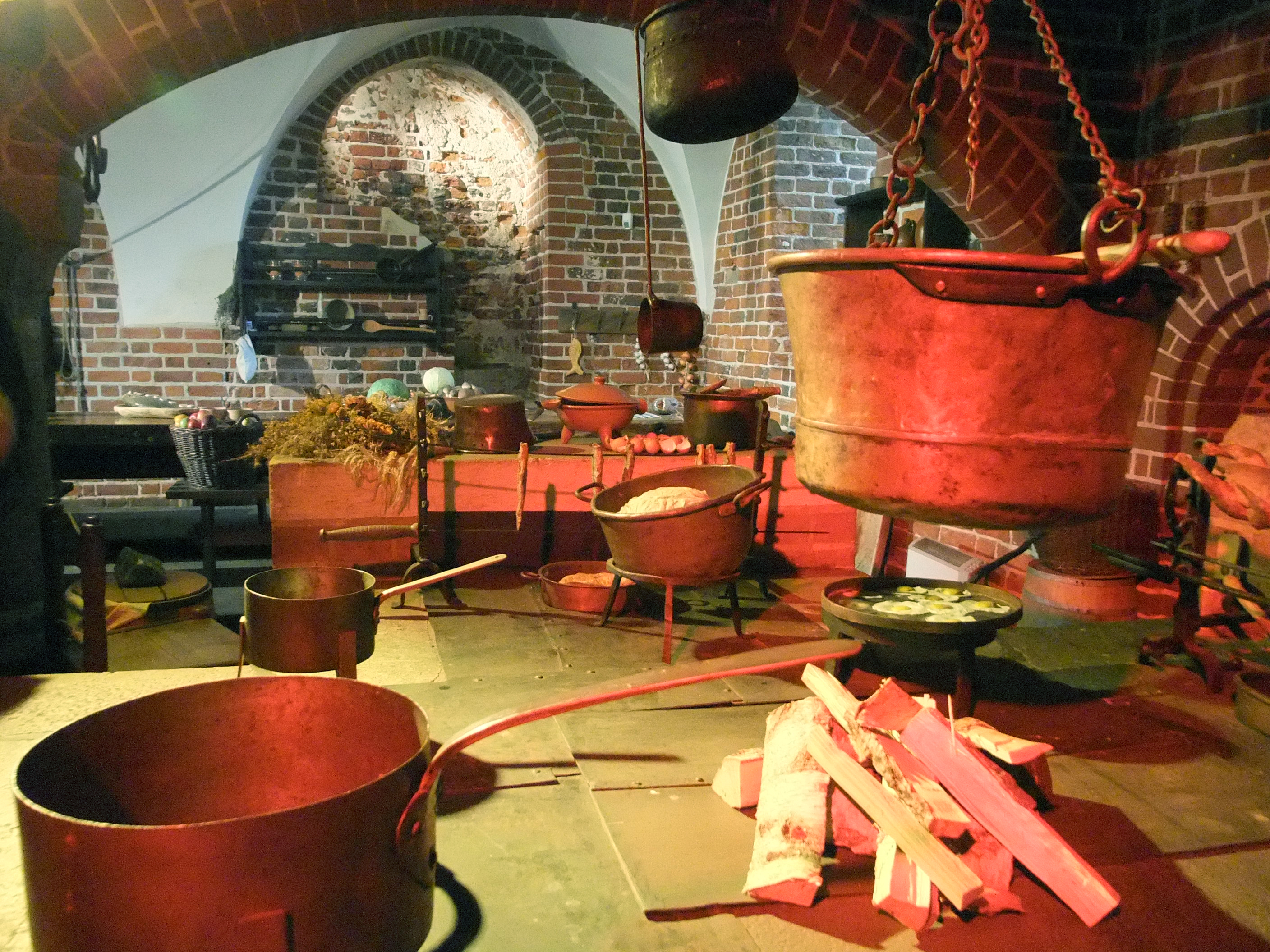
Średniowieczne pomieszczenie kuchenne

Metody konserwacji pożywienia były praktycznie niezmienione od czasów starożytnych; nie zmieniły się one zresztą też do czasu wynalezienia konserwacji na początku XIX wieku. Najprostszą metodą było wystawienie żywności na działanie ciepła lub wiatru, by usunąć z niego wilgoć, poprawiając w ten sposób trwałość, a czasami smak dowolnego artykułu żywnościowego – od produktów zbożowych do mięs. Suszenie mięsa odnosiło pożądany skutek dzięki znacznemu zmniejszeniu aktywności zależnych od wody mikroorganizmów powodujących psucie żywności. W cieplejszych klimatach suszono żywność głównie zostawiając ją na słońcu, w krajach północy wystawiano żywność na silny wiatr, szczególnie podczas konserwowania sztokfiszy, lub pozostawiano w ciepłych piecach, piwnicach, strychach, a czasami nawet w pomieszczeniach mieszkalnych. Świeżość żywności przedłużano również procesami chemicznymi – poprzez jej wędzenie, solenie, konserwacja za pomocą solanki, czy fermentację. Większość z tych sposobów zajmowała mniej czasu niż opisane powyżej i wzbogacała smak produktów. Wędzenie lub solenie mięsa zwierząt ubitych na jesieni było popularną strategią – unikaniem konieczności wykarmienia zbyt dużej ilości zwierząt podczas zimy. Masło solono dość obficie, do 5-10%, by się nie psuło. Warzywa, jaja, czy ryby również kiszono w ciasno upakowanych słojach zawierających solankę i kwaśne płyny (sok z cytryny, czy kwaśnych zielonych owoców, ocet). Innym sposobem było szczelne zamknięcie produktu poprzez ugotowanie go w cukrze, miodzie, lub tłuszczu, w którym to zamknięciu żywność przechowywano. Stosowano również różne modyfikacje bakteryjne; ziarna, owoce i winogrona przerabiano na napoje alkoholowe, zabijając tym samym wszystkie bakterie, mleko natomiast fermentowano i peklowano do postaci serów, czy maślanki.

## Produkty zbożowe

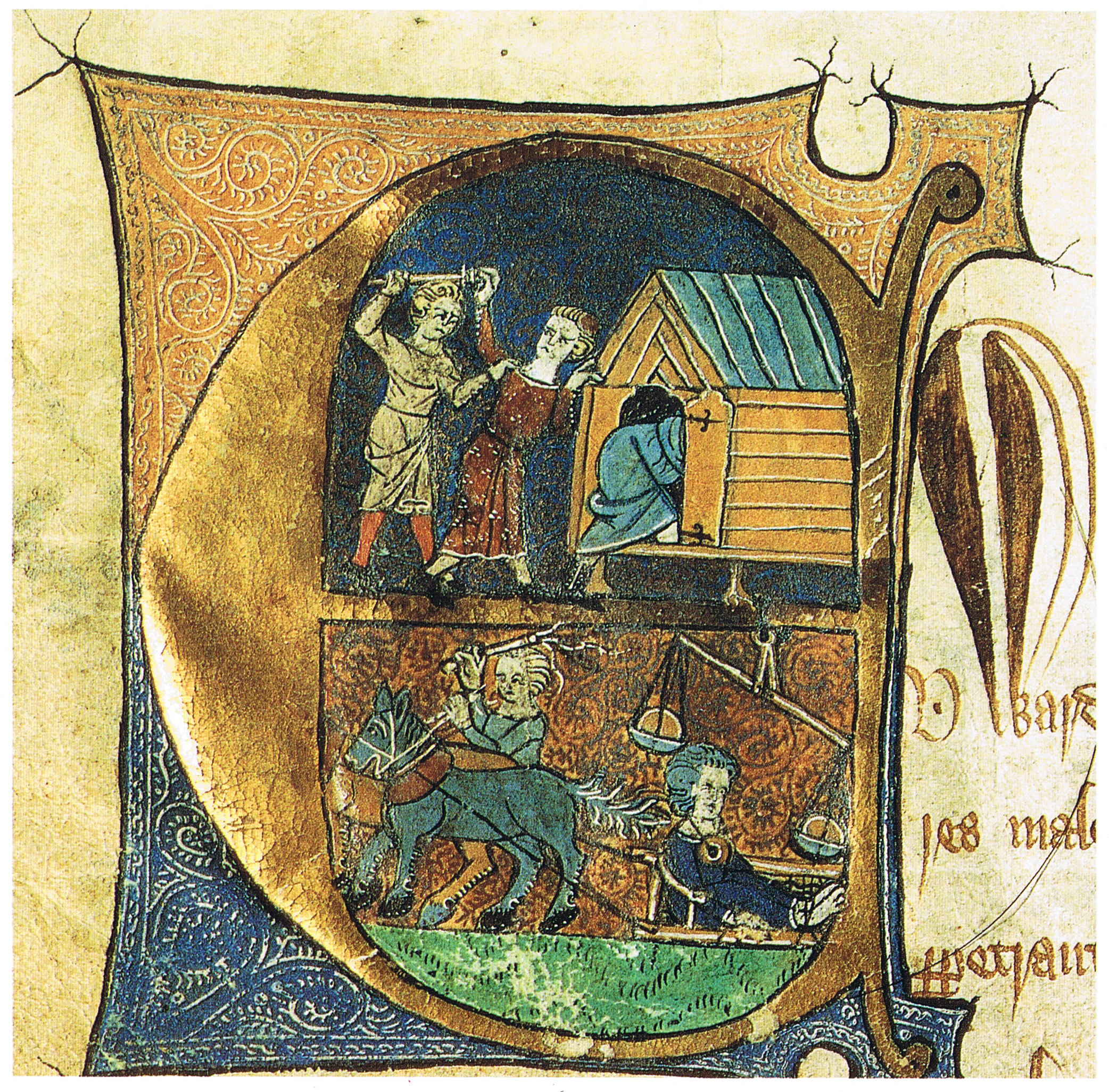
Przyłapany na oszukiwaniu klientów piekarz ukarany jest przez wleczenie poprzez osadę za saniami z przywiązanym do szyi bochnem chleba

W okresie pomiędzy początkiem VI a XVI wieku nastąpiły znaczne zmiany w diecie, obejmując większość Europy. Intensywny rozwój rolnictwa na coraz większych areałach skutkował przeniesieniem dostaw podstawowych produktów żywnościowych z produktów zwierzęcych – mięs i produktów mlecznych – w stronę zbóż i warzyw. Do XIV wieku chleb nie był powszechny w niższych klasach społecznych, szczególnie w krajach północy, gdzie uprawy zboża były trudniejsze. Dieta oparta na chlebie stała się powszechniejsza w XV wieku i wyparła ciepłe posiłki oparte na owsiance lub kaszach. Chleb na zakwasie był popularniejszy w rejonach uprawy pszenicy na południu, płaski chleb przygotowywany bez zaczynu z jęczmienia, żyta lub owsa był powszechniejszy na północy i w rejonach wyżynnych. Był on również stosowany jako prowiant dla żołnierzy.
Najpopularniejsze zboża średniowiecza to żyto, jęczmień, gryka, proso i owies. Ryż był przez całe średniowiecze dość drogim towarem importowanym; uprawiano go wyłącznie na północy Włoch pod koniec średniowiecza. Pszenica była uprawiana w całej Europie i uważano ją za najbardziej odżywczą ze wszystkich zbóż, lecz miała bardziej prestiżowy charakter, przez co była droższa. Drobno mielona i przesiewana biała mąka, najbardziej znana współczesnym Europejczykom, była zastrzeżona do wypiekania chleba dla przedstawicieli klas wyższych. Idąc w dół drabiny społecznej napotykało się chleb zrobiony z grubiej mielonego ziarna, ciemniejszy, o zwiększonej zawartości otrąb. W czasach niedostatku zbóż lub klęsk głodu, do zbóż dodawano tańsze, lecz również mniej atrakcyjne dodatki, takie, jak kasztany, suszone strąki, żołędzie, paproć i masy warzywne.

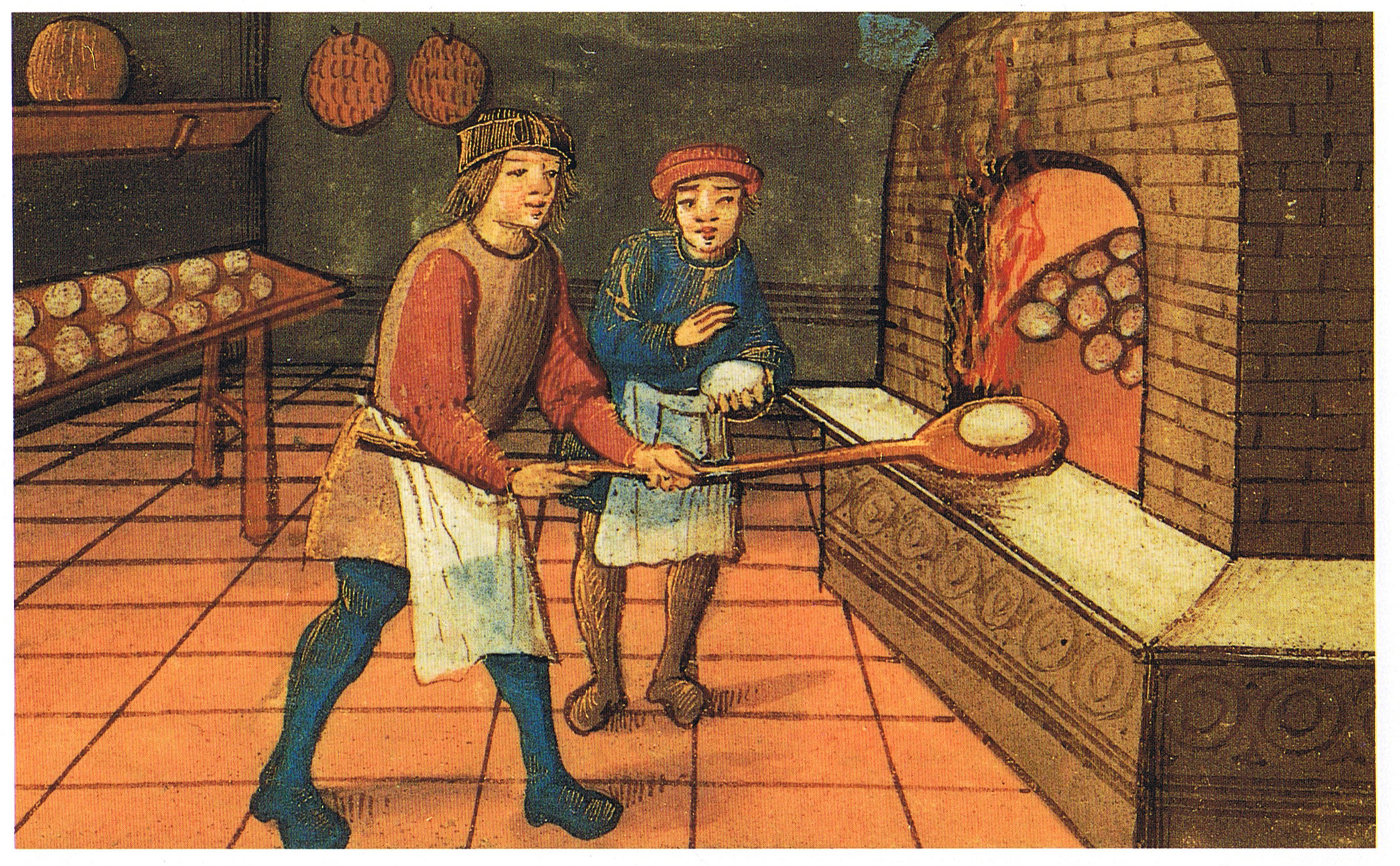
Piekarz z asystentem. Jak widać na ilustracji, najpopularniejsze były okrągłe bochny chleba

Jednym z najczęściej spotykanych składników średniowiecznego posiłku, zarówno stanowiącego część wystawnego bankietu, jak i przekąskę, były maczanki – kawałki chleba maczane przed spożyciem w płynie: winie, zupie, bulionie, czy sosie. Innym spotykanym często przy średniowiecznych stołach elementem była gęsta owsianka pszeniczna, często gotowana w bulionie mięsnym i przyprawiana. Owsianki przyrządzano z każdego rodzaju zboża i podawano jako desery lub dania dla chorych, gotując w mleku lub mleku migdałowym i słodząc cukrem. W całej Europie popularne były placki nadziewane mięsem, jajami, warzywami lub owocami. Pod koniec średniowiecza wysoką pozycję wśród deserów zdobyły herbatniki i wafle. Jedzone na deser uzyskały wiele form. Ziarno, w postaci mąki lub zbliżonej do dzisiejszej bułki tartej, stanowiło również powszechny zagęszczacz zup i gulaszów – samodzielnie lub w połączeniu z mlekiem migdałowym.
Ważność chleba jako codziennego artykułu żywnościowego oznaczała, że w społeczności średniowiecznej niebywale ważną rolę odgrywali piekarze. Spożycie chleba w Europie Zachodniej do XIV wieku było bardzo wysokie. Przybliżone spożycie chleba w różnych regionach jest jednolite: około 1-1,5 kilograma na osobę dziennie. Pośród pierwszych organizowanych w miastach gildii znajdowały się cechy piekarzy, a w celu utrzymania cen chleba na jednakowym poziomie wprowadzano w życie szczególne prawa. Angielska wyjazdowa sesja sądu poświęcona chlebowi i piwu z roku 1266 zakończyła się sporządzeniem rozległych tabel, w których rozmiar, waga i cena bochna chleba uzależniona była od cen ziarna. Marża piekarza określona w tabeli została w późniejszym czasie zwiększona dzięki lobbyingowi piekarzy londyńskich. Zwyżka uwzględniała koszty związane ze wszystkim, od drewna opałowego i soli do żony, domu i psa piekarza. Z uwagi na tak znaczącą pozycję chleba w średniowiecznej diecie, oszustwa popełniane przez dostawców tak ważnego towaru osądzano wyjątkowo surowo. Piekarze, których przyłapano na oszukiwaniu na wadze lub podrabianiu ciasta z użyciem tańszych składników mogli być surowo ukarani. Powodowało to pojawienie się tzw. piekarskiego tuzina – piekarze w cenie 12 bochnów chleba wydawali trzynaście, by nie być posądzonymi o oszukiwanie.

## Warzywa i owoce

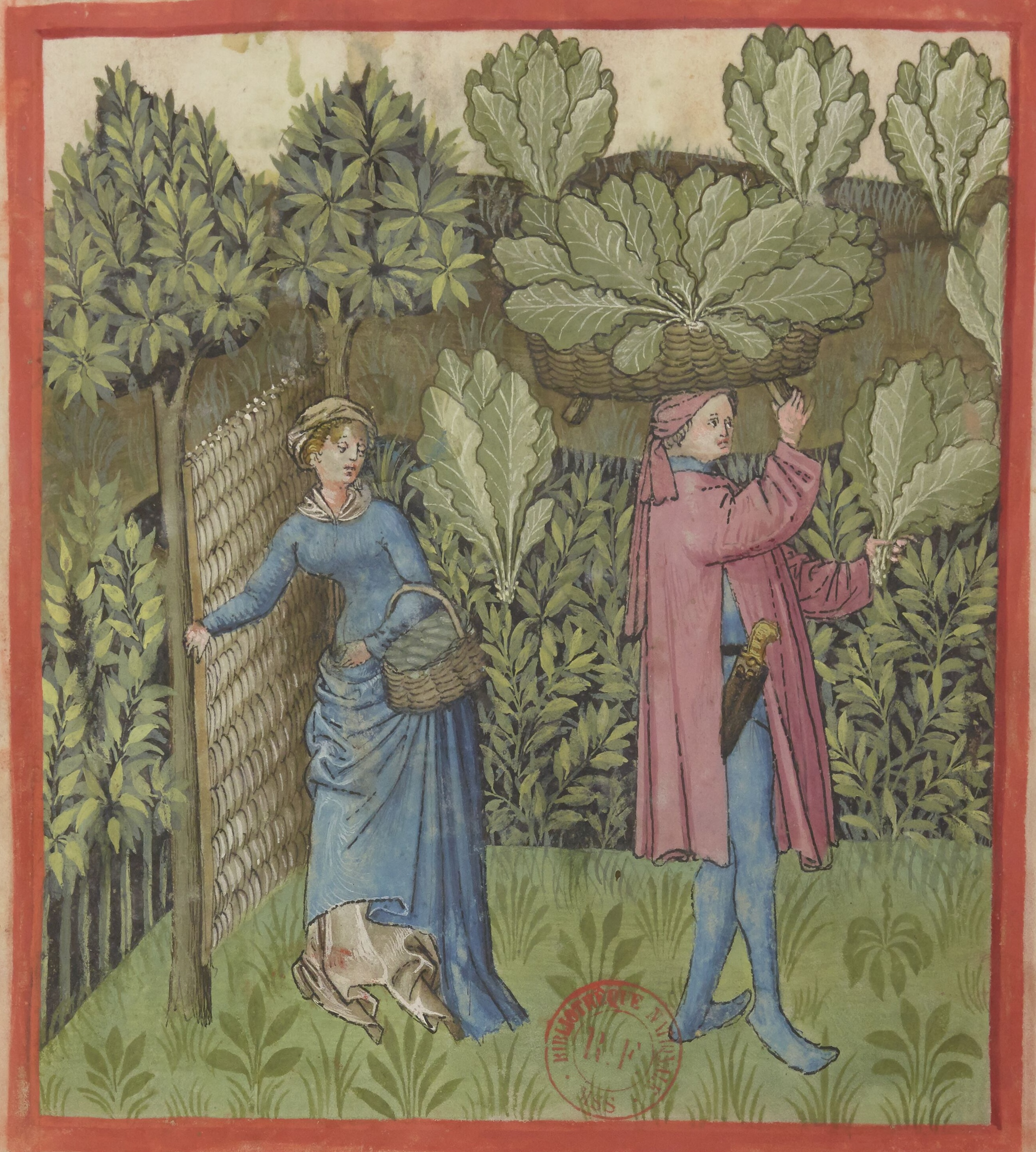
Zbiory kapusty, Tacuinum Sanitatis, XV wiek

Głównym składnikiem większości posiłków były zboża, lecz równie popularnymi składnikami były warzywa – kapusta, buraki, cebula, czosnek i marchew. Jedli je codziennie chłopi i robotnicy, lecz stanowiły produkt mniej prestiżowy niż mięsa. Późnośredniowieczne książki kucharskie, przeznaczone głównie dla osób mających dostęp do towarów luksusowych, zawierały niewielką ilość przepisów na potrawy, których głównym składnikiem były warzywa. Brak przepisów na podstawowe choćby potrawy warzywne, takie, jak zupy, interpretowano tak, że wprawdzie były obecne w zestawie posiłków spożywanych przez szlachtę, lecz były tak proste, że nie wymagały zapisanego przepisu przyrządzenia. Marchew była dostępna w średniowieczu w wielu wersjach, w tym w smaczniejszej odmianie czerwonawo-fioletowej i mniej smacznej, zielono-żółtej. Popularne były też rośliny strączkowe, takie, jak ciecierzyca, bób i groch, stanowiąc ważne źródło białka, szczególnie w niższych klasach społecznych. Z wyjątkiem grochu, rośliny strączkowe stanowiły często obiekt podejrzliwości dietetyków doradzających klasom średnim, głównie z uwagi na wywoływanie wiatrów, lecz również z uwagi na to, że były kojarzone z prostym jedzeniem pospólstwa. Znaczenie warzyw w diecie niższej sfery społecznej ukazane jest w zapisach pochodzących z szesnastowiecznych Niemiec, gdzie mówi się o jedzeniu przez wieśniaków kiszonej kapusty od trzech do czterech razy dziennie.
Owoce były w średniowieczu popularne; podawało się je świeże, suszone lub konserwowane. Były też powszechnym składnikiem wielu potraw. Z uwagi na wysokie ceny cukru i miodu, wiele rodzajów owoców wykorzystywano w potrawach wymagających dosłodzenia. Owoce spotykane na południu to cytryny, cedraty, pomarańcze gorzkie (słodka odmiana pomarańczy pojawiła się dopiero kilkaset lat później), granaty, pigwy i winogrona. Im dalej na północ, tym pospolitsze stawały się jabłka, gruszki czy śliwki. Figi i daktyle jedzono w całej Europie, lecz na północy pozostawały drogim towarem importowym.
Powszechne i często podstawowe składniki współczesnej kuchni europejskiej, takie jak ziemniaki, fasola, kakao, wanilia, pomidory, papryka, chilli, czy kukurydza były niedostępne w Europie do końca XV wieku, czyli do czasu odkrycia Ameryki. Nawet po tym okresie akceptacja nowych produktów w diecie europejskiej następowała stopniowo.

## Produkty mleczne

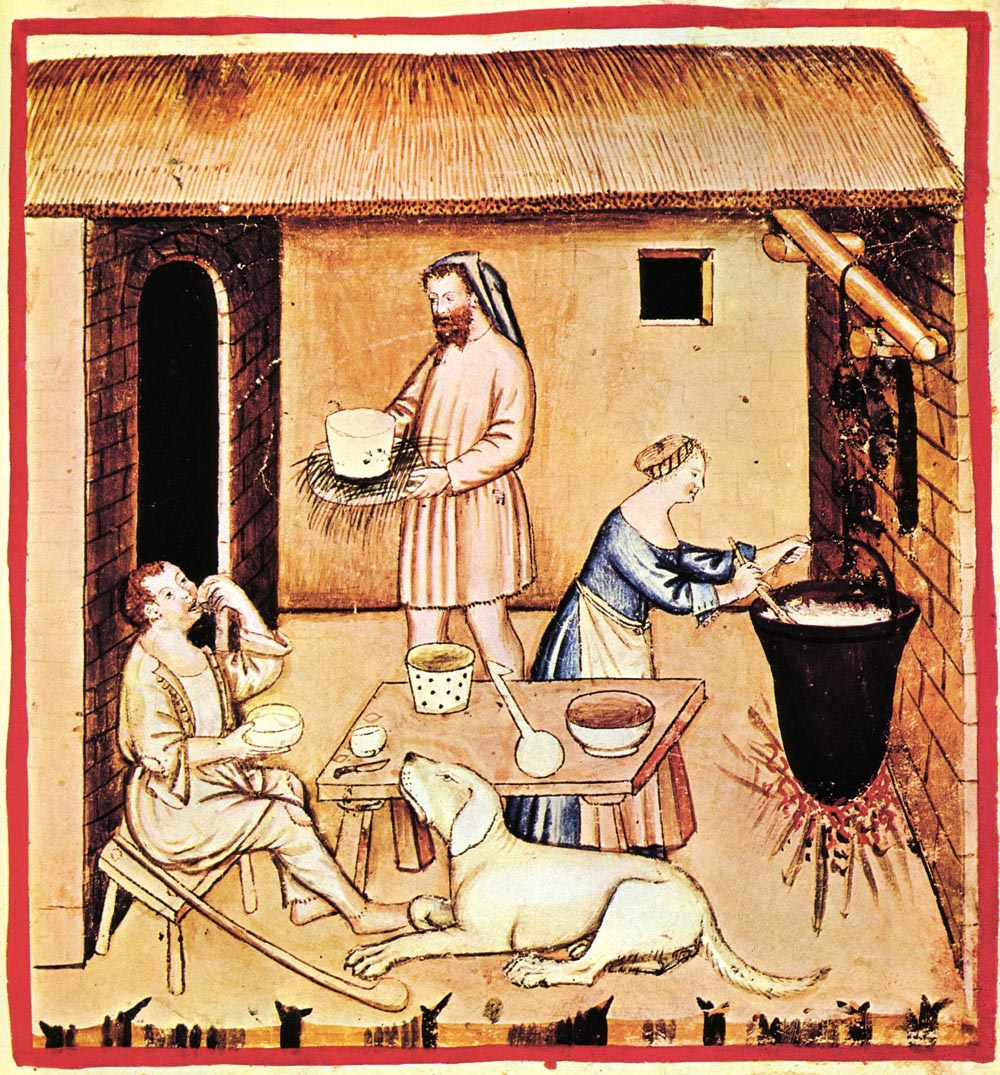
Przygotowanie i podawanie sera, Tacuinum Sanitatis, XIV wiek

Mleko było ważnym źródłem białka zwierzęcego dla tych, którzy nie mogli pozwolić sobie na mięso. Dojono głównie krowy, lecz również owce i kozy. Świeże mleko nie było podawane dorosłym, chyba że byli biedni lub chorzy, zostawiając je dla ludzi bardzo młodych lub w podeszłym wieku. Biedacy pijali czasami maślankę, serwatkę lub zakwaszone bądź rozwodnione mleko. Świeże mleko było ogólnie mniej popularne niż produkty mleczne z uwagi na brak możliwości utrzymania go w świeżości. Czasami wykorzystywano je do gotowania gulaszów w kuchniach klas wyższych, lecz utrzymanie w świeżości dużych ilości mleka było trudne, więc zamiast niego wykorzystywano mleczko migdałowe.
Ser był o wiele powszechniejszym produktem spożywczym, szczególnie wśród pospólstwa; sugeruje się też, że w wielu okresach ser stanowił główne źródło białek zwierzęcych wśród niższych sfer społecznych Wiele odmian serów spotykanych w czasach współczesnych, takich jak holenderski ser edamski, pochodzący z północnej Francji brie, czy włoski parmezan były nie tylko dostępne, ale powszechne w późnym średniowieczu. Znano również sery zwarowe, na przykład ricotta, przygotowywane z produktów ubocznych procesu produkcji twardych serów. Ser wykorzystywano w plackach i – szczególnie w rejonach niemieckojęzycznych – zupach. Stanowiące kolejny ważny produkt mleczny masło było powszechne w północnej Europie, w drugiej połowie średniowiecza specjalizującej się w hodowli bydła, w Niderlandach i południowej Skandynawii. W większości pozostałych krajów do gotowania wykorzystywano olej lub smalec, lecz we wcześniej wymienionych krajach w roli tłuszczu wykorzystywanego w gotowaniu dominowało masło. Jego produkcja otworzyła również możliwość dochodowego handlu eksportowego od XII wieku.

## Mięsa

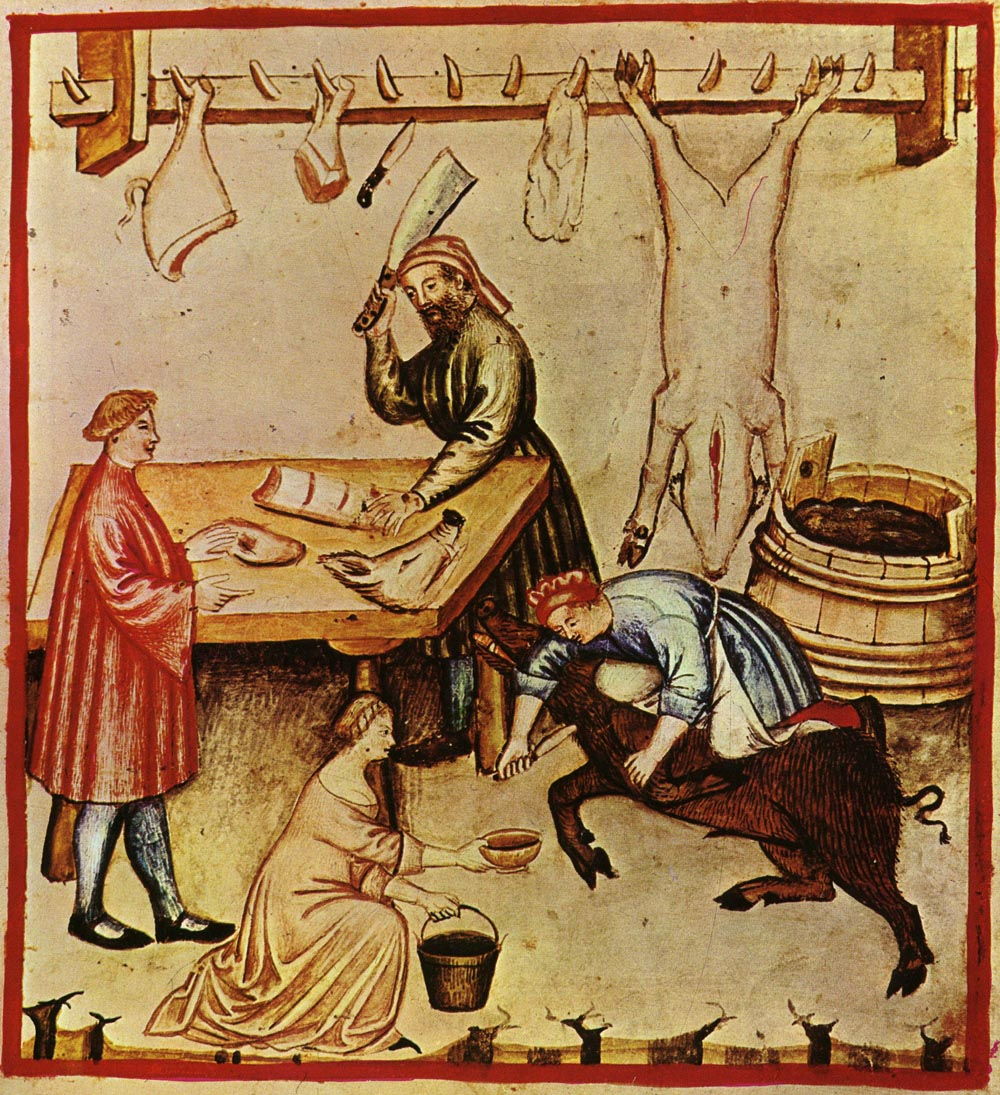
Czternastowieczny sklep mięsny. Na obrazie upuszczanie krwi świni przed jej szlachtowaniem. Na hakach wisi oprawiona świnia i jej części, przygotowane dla klientów

Wśród sfer mogących sobie na to pozwolić popularne były wszelkie formy dziczyzny, lecz większość spożywanego w średniowieczu mięsa pozyskiwano ze zwierząt hodowlanych. Wołowina nie była tak powszechna, jak w czasach współczesnych, z uwagi na specyfikę hodowli bydła, które wymaga nakładów pracy, pastwisk i karmienia. Woły i krowy były również zwierzętami pociągowymi i dającymi mleko. Zwierzęta zabijane z uwagi na ich nieprzydatność do pracy nie były z kolei zbyt apetyczne, wskutek czego ich mięso było niżej cenione. Powszechniejsza była wieprzowina – świnie były łatwiejsze w utrzymaniu i zadowalały się tańszą karmą. Domowe świnie chadzały wolno nawet w miastach i można je było karmić nawet odpadkami z kuchni. Prosięta były też pożądanym towarem delikatesowym. Względnie popularne były baranina i jagnięcina, szczególnie w obszarach produkcji wełny. Odmiennie niż w krajach współczesnego Zachodu, w średniowieczu jedzono praktycznie każdą część zwierzęcia, włącznie z uszami, ryjem, ogonem, językiem i macicą. Jelita, pęcherze i żołądki można było wykorzystać jako osłonki do produkcji kiełbas lub przyrządzania potraw pokroju gigantycznych jaj. Wśród mięs, które dziś traktuje się jako rarytasy lub nawet produkty niejadalne dla ludzi znajdowało się mięso jeża i jeżozwierza; czasami pojawiają się one w przepisach okresu późnego średniowiecza.
Jadano różnego rodzaju ptaki, w tym łabędzie, pawie, przepiórki, kuropatwy, bociany, żurawie, skowronki i wszelkie dzikie ptaki dające się upolować. Łabędzie i pawie często udomawiano, lecz jadły je tylko elity społeczne, a i to głównie ze względu na walory wizualne (np. możliwość przygotowania wielkich „jaj”) niż ze względu na walory samego mięsa. Podobnie, jak w czasach współczesnych, hodowano gęsi i kaczki, lecz nie były one tak powszechne, jak kurczaki, stanowiące wśród drobiu taką samą klasę produktu, jak wieprzowina wśród mięs czerwonych. Bernikla białolica według ludzi średniowiecza nie wykluwała się z jaj, lecz wyrastała z wąsonogów, co pozwalało na jej jedzenie w czasie postu, jak i wielkiego postu.
Mięsa były droższe od produktów roślinnych. Mimo swojego bogactwa protein, współczynnik ilości kalorii do masy produktów roślinnych był korzystniejszy niż dla produktów zwierzęcych. Mięso potrafiło kosztować cztery razy tyle co chleb, zaś ryby – nawet szesnaście razy, co czyniło je produktem drogim nawet dla mieszkańców obszarów przybrzeżnych. Oznaczało to, że w okresie postu osoby nie mogące pozwolić sobie na alternatywy w stosunku do mięsa i produktów zwierzęcych (jaj i mleka) musiały zadowolić się wyjątkowo marnym wyżywieniem. Dopiero po zdziesiątkowaniu populacji Europy przez czarną śmierć mięso stało się dostępniejsze również dla biedniejszych klas społecznych. Znaczne obniżenie stanu liczebnego ludności większości obszarów oznaczało zmniejszenie się dostępnej siły roboczej, a w konsekwencji wzrost płac. Pozostawienie wielkich obszarów uprawnych bez właściciela spowodowało również zwiększenie areału pastwisk, przekazując na rynek większe ilości mięsa.

## Ryby i owoce morza

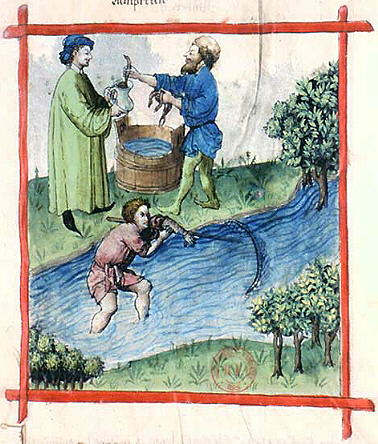
Połów minogów w strumieniu, Tacuinum Sanitatis, XV wiek

Mimo że stanowiły produkt mniej prestiżowy niż mięsa i postrzegano je często jako alternatywę dla mięsa w dni postu, owoce morza stanowiły podstawę utrzymania wielu społeczności przybrzeżnych. Dla ludzi średniowiecza „ryba” była również określeniem wszystkiego, co nie żyło na suchym lądzie, w tym ssaków morskich (np. wielorybów i morświnowatych). Do tej kategorii zaliczano również bobry ze względu na ich łuskowate ogony i względnie długi czas spędzany w wodzie, jak też bernikle białolice, z uwagi na brak wiedzy o migracji tego gatunku. Zwierzęta uważane za ryby, mimo że nimi de facto nie były, zaliczano do odpowiednich jako pokarm w dni postu. Szczególnie ważne na wybrzeżu Oceanu Atlantyckiego i Morza Bałtyckiego były połowy i handel śledziami i dorszami. Śledź był niezaprzeczalną podstawą gospodarki wielkich obszarów Europy Północnej, jak też jednym z najpowszechniejszych towarów w obrocie Ligi Hanzeatyckiej – wpływowemu niemieckiemu zrzeszeniu gildii kupieckich. Wędzone śledzie z ryb poławianych na Morzu Północnym można było kupić na rynkach nawet tak oddalonych miast, jak Konstantynopol. Duże ilości ryb zjadano jako produkt nieprzetworzony, lecz sporą część solono, suszono i wędzono, choć ten ostatni sposób konserwacji nie był najpopularniejszy. Sztokfisz, przecięty na pół dorsz suszony na patyku, był mimo czasochłonności przygotowania i konieczności obicia ryby młotkiem przed namoczeniem w wodzie popularny. Mięczaki, w tym ostrygi i przegrzebki jadano w rejonach nadrzecznych i nadmorskich, a słodkowodne raki stanowiły pożądaną alternatywę dla pokarmów mięsnych w dni postu. W porównaniu z mięsem, ryby były o wiele droższe dla mieszkańców rejonów oddalonych od przybrzeża, szczególnie w Europie Środkowej, nie były więc często jadane. Ryby słodkowodne – szczupaki, karpie, leszcze, okonie, minogi i pstrągi – były popularnymi składnikami diety.

## Napoje

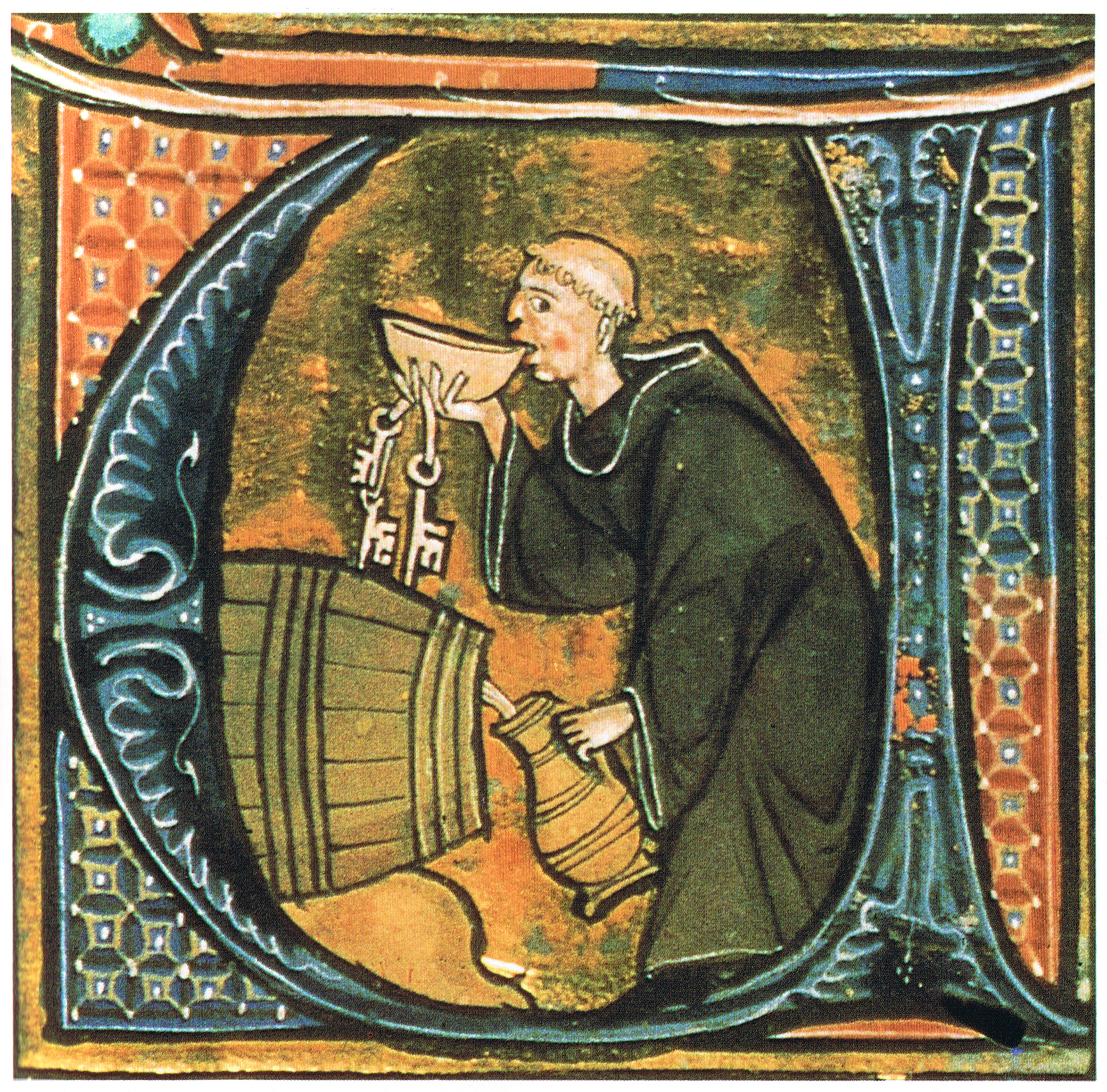
Próbujący wina mnich

W czasach współczesnych powszechnym wyborem napitku do posiłku jest woda. W średniowieczu jednak była mniej ceniona z uwagi na obawy o jej czystość, rekomendacje medyczne i generalnie niski prestiż. Preferowane były natomiast napoje alkoholowe. Uważano je za bardziej odżywcze i lepiej wpływające na trawienie, nie do przecenienia był też fakt, że napoje alkoholowe nie ulegały psuciu z uwagi na zawartość alkoholu etylowego. Wino pijano codziennie w większości Francji i krajów rejonu śródziemnomorskiego, gdzie uprawiano winogrona. Dalej na północ wino pozostawało ulubionym napitkiem burżuazji i szlachty, gdyż te grupy społeczne mogły sobie na to pozwolić, było za to o wiele mniej popularne wśród chłopów i robotników. Napitkiem prostoty w krajach północy było zwykle piwo. Z uwagi na trudności w konserwacji tego napoju, szczególnie przed wprowadzeniem upraw chmielu, piwo zwykle spożywano świeże; było przez to mętniejsze i miało niższą zawartość alkoholu niż piwo współczesne. Świeżego mleka nie podawano dorosłym, oprócz chorych i biedaków, gdyż było przeznaczone dla najmłodszych i starszyzny, a i wtedy podawano je zwykle pod postacią maślanki lub serwatki. Świeże mleko było o wiele mniej popularne niż inne produkty mleczne ze względu na brak technologii utrzymywania go w świeżości.
Soki, przygotowywane z wielu rodzajów owoców i jagód znane były co najmniej od czasów starożytnego Rzymu i nadal pijano je w średniowieczu; podobnie jak wina z granatowca, morwy i jeżyny. Cydr i wino z gruszek popularne było na północy, gdzie uprawiano zarówno jabłka, jak i gruszki. Do czasów współczesnych zachowały się: prunellé z dzikich śliwek (śliwowica), gin z morwy i wino z jeżyn. W przepisach średniowiecznych spotyka się różne rodzaje miodów pitnych, zarówno zawierających alkohol, jak i go pozbawionych. Napoje oparte na miodzie stały się jednak wraz z upływem czasu coraz mniej popularne, a w końcu przeniesiono je wyłącznie do zastosowań leczniczych. Miody pitne przedstawiano często jako codzienny napój plemion słowiańskich. Jest to tylko częściowo prawdą, gdyż miody pitne miały wielką wartość symboliczną podczas ważnych okazji. Podczas zawierania umów i przymierzy, jak też podczas innych ważnych dla państwa uroczystościach, pitny miód często oferowano jako ceremonialny podarunek. Był on też często obecny na przyjęciach weselnych i chrzcielnych, choć wtedy w ilościach ograniczonych, z uwagi na stosunkowo wysoką cenę. W średniowiecznej Polsce miód pitny stanowił równowartość importowanych dóbr luksusowych, takich, jak przyprawy i wina, kumys, sfermentowane mleko wielbłądów lub klaczy, był znany w Europie, lecz podobnie, jak w przypadku miodu, często stanowił środek przepisywany przez lekarzy.

### Wino

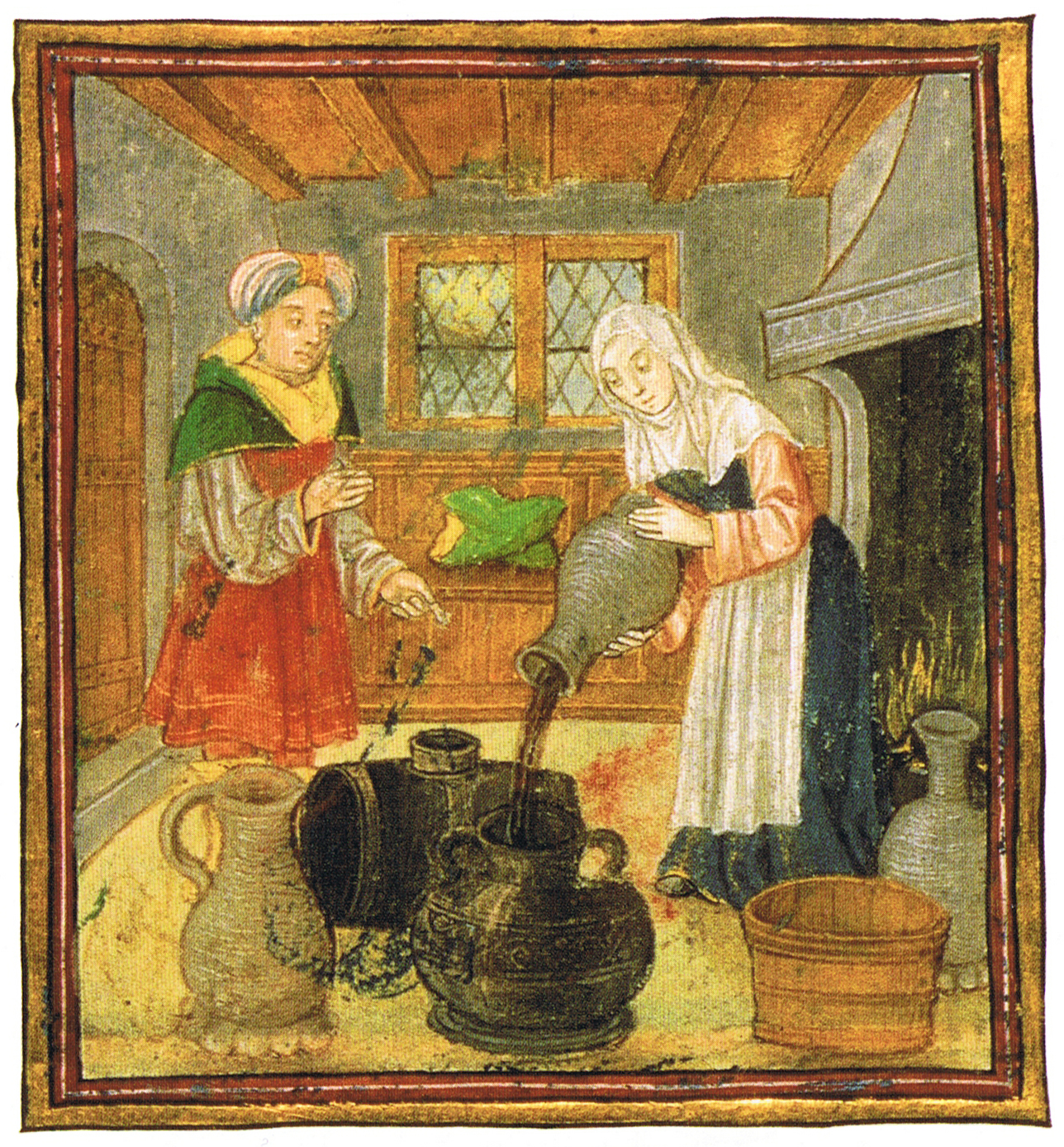
Matrona pokazująca jak prawidłowo obchodzić się z winem i je konserwować

Wino pijano często i uważano za najbardziej prestiżowy i zdrowy napitek. Zgodnie z opisem Galena, wino było „gorące” i „suche”, lecz po jego rozwodnieniu jego właściwości dietetycznie stawały się mniej skrajne. Odwrotnie, niż woda i piwo, uważane za zimne i wilgotne, umiarkowane spożywanie wina, szczególnie czerwonego, miało wspomagać trawienie, pomagać w tworzeniu krwi i poprawiać nastroje. Jakość wina różniła się w zależności od rocznika i szczepu winogron, a co najważniejsze od ilości tłoczeń winogron. Pierwsze tłoczenie przerabiano na najdroższe i najwykwintniejsze wina dla klas wyższych. Drugie i trzecie tłoczenie obniżało jakość wina, jak i zawartość alkoholu. Pospólstwo musiało się zwykle zadowolić tanim winem białym lub różowym z drugiego, a nawet trzeciego tłoczenia, które można było spożywać w wielkich ilościach bez ryzyka upicia się. Dla najbiedniejszych lub najbardziej pobożnych często jedynym wyborem jeśli chodzi o napitek był rozcieńczony wodą ocet.
Dojrzewanie wysokiej jakości win czerwonych wymagało specjalistycznej wiedzy, jak też drogiego przechowywania i urządzeń, co dodatkowo podrażało produkt końcowy. Patrząc na wiele średniowiecznych dokumentów zawierających rady na temat ratowania wina, które wykazywało oznaki zepsucia, jego zachowanie w świeżości musiało stanowić rzeczywisty problem. Nawet, jeśli podstawowym składnikiem był ocet, był on dostępny w skończonych ilościach. W czternastowiecznej książce kucharskiej Le Viandier zawarty jest szereg sposobów na utrzymanie świeżości wina: upewnianie się do tego, że beczki są zawsze kompletnie wypełnione, czy dodawanie do wina mieszaniny suszonych i gotowanych nasion białych winogron z popiołem suszonych i spalonych pozostałości po klarowaniu białego wina. Były to skuteczne procesy bakteriobójcze, nawet, jeśli proces ograniczania aktywności bakterii nie był w czasach średniowiecza prawidłowo rozumiany. Wino z przyprawami i grzaniec były nie tylko doceniane przez wpływowe klasy społeczne, lecz dodatkowo polecane przez średniowiecznych lekarzy. Wino uważano za „odparowywacz” i substancję pomagającą w przenoszeniu czynników odżywczych do każdego zakamarka ciała, a dodanie do niego aromatycznych i egzotycznych przypraw jeszcze poprawiała jego właściwości. Przyprawione wina przygotowywano zwykle mieszając zwykłe (czerwone) wino z szeregiem przypraw – imbirem, kardamonem, pieprzem, aframonem madagaskarskim, gałką muszkatołową, goździkami i cukrem. Przyprawy umieszczano zwykle w małej torebce, namaczanej w winie lub polewanej winem. W XIV wieku można już było nabyć u kupców gotowe zestawy przypraw w woreczkach.

### Piwo
Wino było najpopularniejszym napojem stołowym w większości Europy, oprócz rejonów północnych, gdzie nie uprawiano winogron. Ci, którzy mogli sobie na to pozwolić, pijali importowane wina, ale nawet wyższe klasy społeczne północnej Europy schyłku średniowiecza pijały piwo. W średniowiecznej Anglii, Niderlandach, północnych Niemczech, Polsce, i Skandynawii członkowie wszystkich klas wiekowych i społecznych codziennie spożywali piwo. Jednak wpływ kultury arabskiej i śródziemnomorskiej na nauki medyczne, w szczególności w czasie rekonkwisty i związanym z tym okresem napływem tekstów arabskich na teren Europy, oznaczał spadek popularności piwa. Dla większości Europejczyków piwo zaczęło więc stanowić, w porównaniu ze składnikami kuchni południowoeuropejskiej (wina, cytryny, czy olej z oliwek), napój skromny. Nawet względnie egzotyczne produkty, takie, jak mleko wielbłąda, czy mięso gazeli częściej były chwalone w tekstach medycznych. Piwo było po prostu akceptowanym napojem zastępczym, któremu przypisywano szereg cech negatywnych. W roku 1256 sieneński lekarz Aldobrandino opisywał piwo następująco:

Z czegokolwiek by nie było zrobione, czy to z owsa, jęczmienia, czy pszenicy, szkodzi głowie i żołądkowi. Powoduje nieświeży oddech i rujnuje uzębienie, wypełnia żołądek niedobrymi wyziewami, a ktokolwiek pije piwo równolegle z winem szybko się upija. Ma jednak prawidłowy wpływ na oddawanie moczu i sprawia, że ciało jest białe i gładkie.

Upicie się piwem miało według ludzi średniowiecza dłużej trwające skutki niż upicie się winem, lecz przyznawano też, że piwo nie wywoływało „fałszywego pragnienia”, które wywoływać miały wina. Mimo że miało niższą pozycję, niż w krajach północy Europy, piwo spożywano w północnej Francji i części Włoch. Być może w wyniku najazdu Normanów na tereny Wielkiej Brytanii, jak też podróżom szlachty między Anglią a Francją powstał napitek opisany w czternastowiecznym traktacie Gospodarz paryski – „godale”, co mogło być kalką z angielskiego „good ale” (dobre ale); napój ten przygotowywano z jęczmienia i orkiszu, jednak bez dodatku chmielu. W Anglii pijano również zsiadłe (przy pomocy zimnego ale) gorące mleko oraz, ale na miodzie przyprawione korzeniami.
To, że chmiel można wykorzystać do zmiany smaku piwa wiedziano już w czasach Karolingów, lecz praktyka ta przyjmowała się stopniowo z uwagi na trudności w prawidłowym doborze proporcji. Przed wprowadzeniem chmielu do nadawania piwu smaku wykorzystywano zioła. Nie miały one jednak takich samych właściwości konserwujących, jak chmiel, a przygotowane z nimi piwo należało szybko spożyć, by się nie zepsuło. Inną metodą było zwiększenie alkoholu w piwie, lecz była to operacja droga i powodował, że piwo szybko upijało. We wczesnym średniowieczu piwo warzono głównie w klasztorach, zaś na mniejszą skalę w domostwach. Pod koniec średniowiecza produkcję zaczęły przejmować browary w północnoniemieckich miastach. Mimo że większość browarów stanowiły niewielkie zakłady rodzinne zatrudniające do 8-10 osób, regularna produkcja pozwalała na inwestycje w lepsze urządzenia i eksperymentowanie z nowymi recepturami i technikami warzenia piwa. Tego typu działania przenikały w XIV wieku na grunt holenderski, po czym dotarły do Flandrii i Brabancji, do Anglii docierając w XV wieku. Piwo z dodatkiem chmielu stało się popularne w końcach średniowiecza. W Anglii i Niderlandach spożycie piwa na statystycznego obywatela wynosiło 275-300 litrów rocznie. Piwo pijano do praktycznie każdego posiłku – niskoalkoholowe piwa do śniadania, zaś mocniejsze w trakcie dnia. Po dopracowaniu technologii zaprawiania piwa chmielem, napój utrzymywał swoją świeżość nawet przez ponad sześć miesięcy, co pozwalało na jego eksport.

### Destylaty
Już starożytni Grecy i Rzymianie znali technikę destylacji, lecz na dużą skalę nie stosowano jej w Europie do XII wieku, kiedy odkrycia Arabów zbiegły się z wprowadzeniem alembików z chłodzonego wodą szkła. Destylacja w mniemaniu ludzi średniowiecza wydobywała z oczyszczanego płynu jego esencję, a do destylatów przylgnęło zbiorcze określenie „aqua vitae” (woda życia). Wczesne wykorzystanie destylatów, zarówno alkoholowych, jak i bezalkoholowych, było różnorakie, lecz najczęściej koncentrowało się na zastosowaniach kulinarnych i leczniczych. Syrop z winogron zmieszany z cukrem i przyprawami przepisywano na różne dolegliwości, zaś wodę różaną stosowano jako perfumy i składnik potraw oraz myto nią ręce. Destylaty alkoholowe wykorzystywano też czasami do kreowania „przerywnikowych” atrakcji stołowych. Kawałek bawełny moczono w destylacie, po czym wkładano go do paszczy wypchanych ugotowanych i często przybranych zwierząt. Tuż przed podaniem potrawy podpalano nasączoną destylatem bawełnę.
„Aqua vitae” w formie alkoholowej chwalona była przez średniowiecznych lekarzy. W roku 1309 Arnaldus de Villa Nova pisał, że destylat „przedłuża dobre zdrowie, rozprasza nadmierne humory, przywraca wigor sercu i pozwala zachować młodość”. Pod koniec średniowiecza coraz częściej pędzono bimber, szczególnie w rejonach niemieckojęzycznych. Do XIII wieku popularny był napój o nazwie „Hausbrand”, od niemieckiego gebrannter wein, brandwein – dosłownie „palone w domu”, „palone (destylowane) wino”, stanowiąc początki pędzenia brandy. Pod koniec średniowiecza spożywanie destylatów było tak głęboko zakorzenione we wszystkich klasach społecznych, że wprowadzano ograniczenia ich sprzedaży i produkcji. W roku 1496 Norymberga wprowadziła ograniczenie sprzedaży „wody życia” w niedziele i oficjalne święta.

## Przyprawy i środki konserwujące

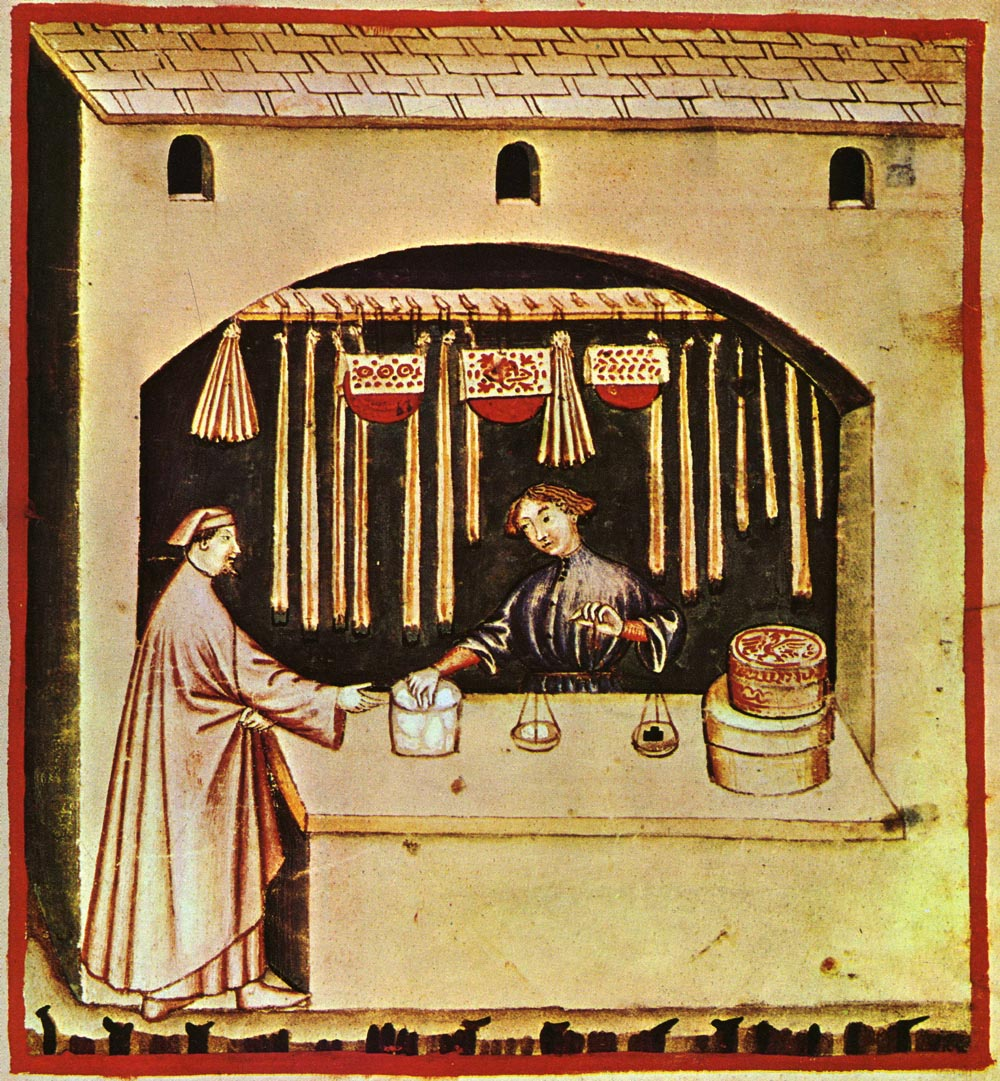
Kupiec korzenny sprzedający cukier, Tacuinum Sanitatis, XIV wiek

Średniowieczna sztuka kulinarna wymagała używania wielkiej ilości przypraw; stosowano zioła uprawiane w danym regionie oraz bardzo drogie substancje importowane, jak pieprz, imbir, cynamon, goździki oraz traktowany jak przyprawa, a nie środek słodzący cukier. Bardzo cenionym dodatkiem był szafran. Te przyprawy, z powodu wysokiej ceny, były dostępne wyłącznie dla najbogatszych. Podstawową przyprawą, a zarazem konserwantem była sól, w średniowieczu nie wszędzie łatwo dostępna, a zatem dużo droższa niż obecnie.
Dość popularne jest przekonanie, że tak duża ilość dodatków smakowych i zapachowych służyła zamaskowaniu woni nadpsutego mięsa czy ryb, jednak nie przemawiają za nim ani względy ekonomiczne (koszt przypraw znacznie przewyższałby koszt świeżych produktów), ani też istnienie surowych przepisów dotyczących świeżości sprzedawanego mięsa oraz brak zmian w możliwościach konserwowania i przechowywania jedzenia w stosunku do dużo oszczędniejszego pod względem stosowania przypraw okresu renesansu. Felipe Fernández-Armesto wprost nazywa ten pogląd „jednym z wielkich mitów historii jedzenia”. Prawdopodobnie używanie drogich przypraw było jednym z wyznaczników wysokiej pozycji społecznej, miało też prowadzić do osiągnięcia pożądanej równowagi czterech humorów.
Jedzenie doprawiano na ogół mieszanką różnych przypraw i ziół. Gospodarz paryski zalecał dodawać je pod koniec przygotowywania potrawy, zwłaszcza zupy, aby ich smak był jak najwyraźniej wyczuwalny.

### Sól

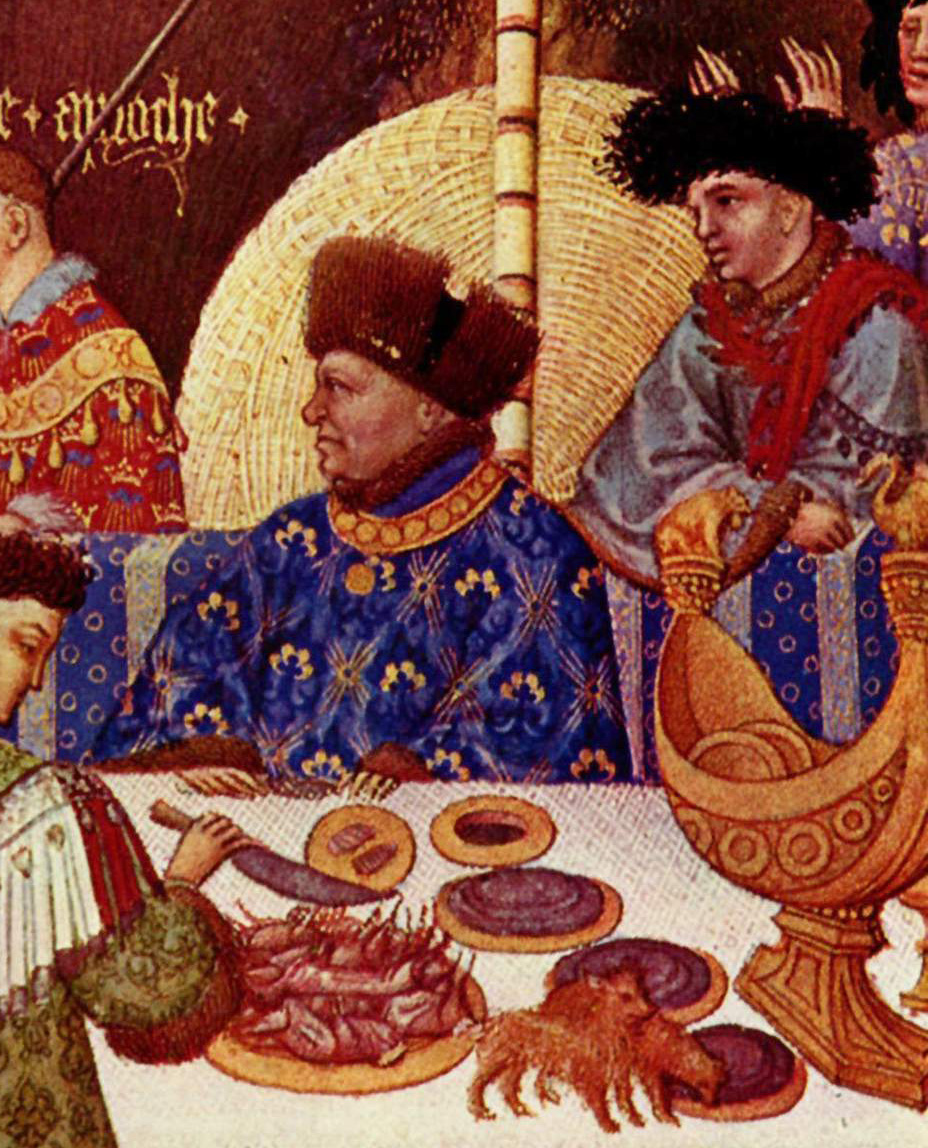
Naczynie na sól, tzw. nef stojący przed księciem Janem de Berry, fragment iluminacji z Bardzo bogatych godzinek księcia de Berry

Sól służyła nie tylko jako substancja poprawiająca smak, ale także jako najważniejszy konserwant. Była niezbędna do dłuższego przechowywania mięsa, a zwłaszcza transportowanych na duże odległości ryb, kiszenia warzyw, produkcji serów, stosowano ją także jako lekarstwo. Produkcja soli była źródłem znaczących dochodów, stąd na ogół była kontrolowana przez władców. Na handlu solą wyrosły morskie potęgi Wenecji i Genui.
W średniowieczu preferowano sól morską, zwłaszcza pochodząca z cenionych przez Rzymian salin z Egiptu, Trapani, Cypru i Krety. Sól morską uważano także za najlepszą do konserwacji ryb, jednak w tym celu używano soli gorszych gatunków, np. tzw. sól zatokową z Bretanii. Najcenniejsza była biała, dobrze oczyszczona sól stołowa, np. tzw. fleur de sel, wytrącające się kryształki soli zbierane w salinach z powierzchni wody. Sól stołowa była luksusem, ale pośledniejsze gatunki były dostępne dla wszystkich.
O randze soli w średniowieczu świadczy francuski zwyczaj stawiania na ucztach przed królem czy księciem nefu – wypełnionego solą dużego pojemnika w kształcie statku. Także przed najdostojniejszymi gośćmi stawiano oddzielne, często zdobione solniczki.
Sól pozyskiwano przede wszystkim w miejscach znanych już w starożytności. Głównymi miejscami produkcji soli były saliny nad Morzem Śródziemnym, a od ok. IX–X wieku także nad Atlantykiem, w południowej części Półwyspu Bretońskiego, naturalne źródła solanki oraz rozsiane po całej Europie kopalnie soli kamiennej. Największy problem z niedoborem soli miały kraje północne, zwłaszcza skandynawskie, niedysponujące własnymi jej zasobami. Co prawda w Holandii i południowej Danii produkowano dość cenioną sól uzyskiwaną ze spalania torfu, ale w XIII wieku zaniechano tej metody ze względów bezpieczeństwa (przy kopaniu torfu zdarzały się przypadki niszczenia grobli chroniących poldery). Z kolei w Skandynawii odparowywano, a następnie gotowano wodę morską, ale był to sposób dość kosztowny i mało efektywny.

### Ocet i moszcz winny

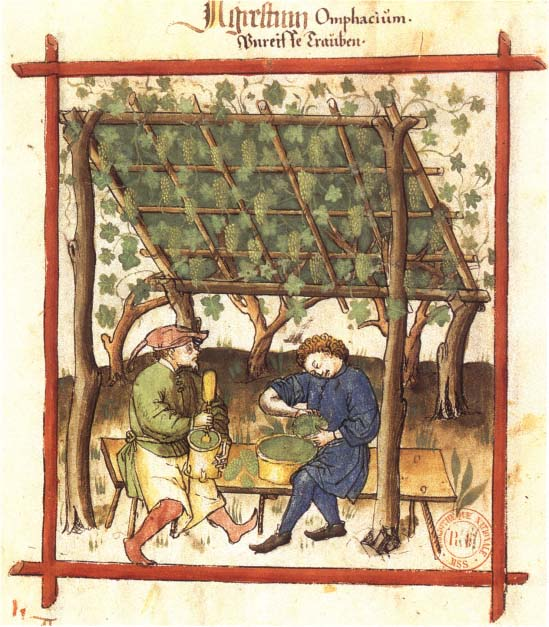
Zbiory zielonych winogron, Tacuinum Sanitatis, 1474

Ocalałe teksty średniowiecznych przepisów często zalecają doprawianie potraw kwaśnymi, cierpkimi przyprawami. Prawie uniwersalne składniki to wino, sok z niedojrzałych winogron lub innych owoców, ocet i soki owoców (szczególnie cierpkich), stanowiąc punkt charakterystyczny średniowiecznej sztuki kulinarnej. W połączeniu z substancjami słodzącymi i przyprawami, soki owocowe nadawały potrawom charakterystycznego ostrego, owocowego smaku. Ocet i moszcz winny służyły także jako konserwanty.

### Szafran
Szafran, najdroższa i najbardziej ceniona z przypraw średniowiecza, znany był już Rzymianom, ale ci używali go przede wszystkim jako środka aromatyzującego i barwiącego. Roślina ta pochodzi z Azji Mniejszej, ale już od VIII wieku była masowo uprawiana w Hiszpanii przez Maurów, a w późnym średniowieczu także w Prowansji.
Szafran był bardzo drogą przyprawą (jego cena w końcu XIV wieku w położonym stosunkowo niedaleko od miejsca upraw Paryżu, odnotowana w Gospodarzu paryskim, wynosiła cztery srebrne sous za uncję, co odpowiadało cenie wieprza). Dodawano go do wielu potraw, ale używano także do barwienia jedzenia, np. prezentowanego na ucztach pieczystego. W tej ostatniej funkcji był prawdopodobnie często zastępowany przez krokosza barwierskiego.

### Przyprawy importowane
Wykwintną kuchnię średniowieczną cechowało upodobanie do drogich, importowanych z Azji i Afryki przypraw. Większość z nich została odnotowana już w pochodzącym z czasów karolińskich wykazie Brevis pimentorum, część wymienia także Izydor z Sewilli w pochodzącym z VI wieku dziele Etymologiae.
Najpopularniejszą ze sprowadzanych przypraw był pieprz, wpierw używany już przez Rzymian długi, później czarny. W późnym średniowieczu sprowadzano około 1000 ton pieprzu rocznie i tyle samo innych przypraw. Zachowały się też informacje, że składano go jako daninę.
Inne popularne importowane przyprawy to zalecany przez zatytułowany Regimen sanitatis Salernitanum traktat szkoły medycznej z Salerno imbir, cynamon i jego tańsza alternatywa kasja, kwiat i gałka muszkatołowa, goździki, kardamon.
Dodatki te sprowadzano za pośrednictwem Arabów. Roczna wartość tego importu była równa kosztowi rocznego zapasu zboża dla półtora miliona ludzi. Handel przyprawami był jedną ze strategicznych gałęzi gospodarki europejskiej.

### Zioła i przyprawy rodzime

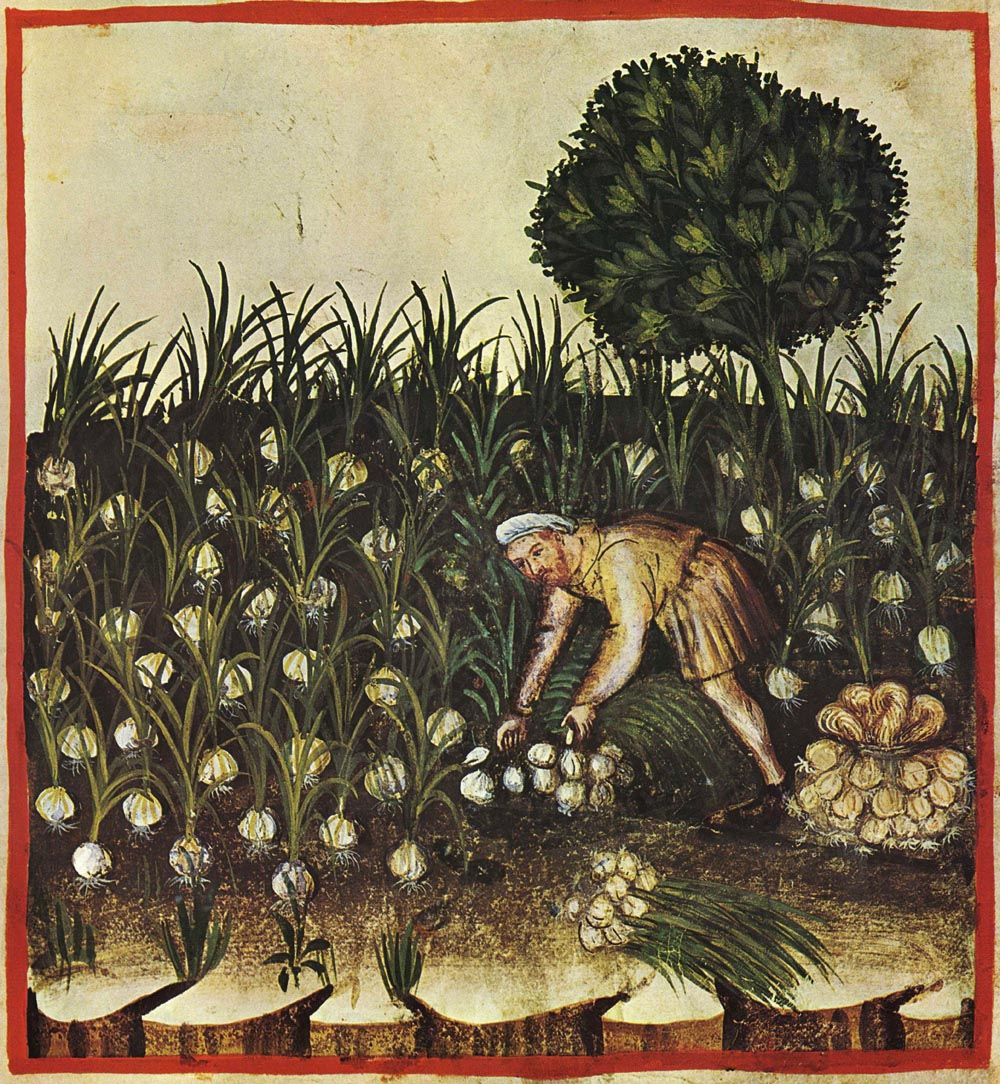
Uprawa czosnku, Tacuinum Sanitatis, XIV wiek

W średniowiecznej kuchni wykorzystywano także rosnące w Europie zioła i inne rośliny przyprawowe. Ich uprawa była często popularyzowana dzięki ogrodom klasztornym. W Brevis pimentorum wymienione są m.in.: mirt, ruta, wawrzyn, koper i koperek, kolendra, czarnuszka, anyż, pietruszka, kminek, mięta, oregano, jałowiec, tymianek, majeranek, czosnek. Popularne były także szałwia, wrotycz i gorczyca.

### Miód i cukier

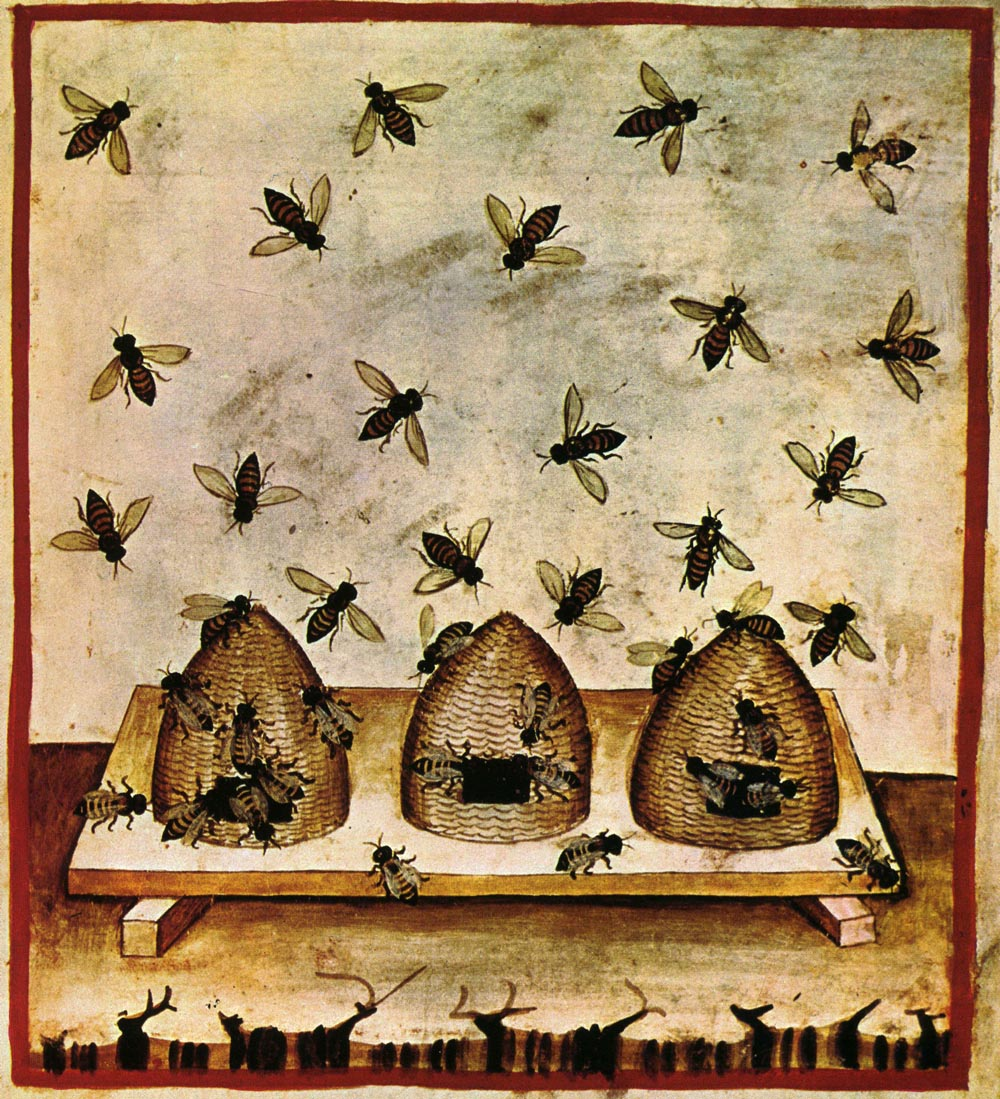
Hodowla pszczół, Tacuinum Sanitatis, XIV wiek

Podstawowym składnikiem nadającym potrawom słodki smak był miód, pozyskiwany z hodowli i od dziko żyjących pszczół. Stosowano go nie tylko do ciast czy deserów, ale też do wielu innych potraw, także tych mocno solonych i przyprawianych – rozróżnienie na potrawy „słodkie” i „słone” pojawiło się dopiero w późnym średniowieczu. W miodzie konserwowano także owoce, w całości lub w postaci konfitur.
Cukier, zwany w średniowieczu także „białą solą” lub „solą indyjską”, zaczął się rozpowszechniać w okresie wypraw krzyżowych, choć sprowadzany był już znacznie wcześniej. Znali go Grecy i Rzymianie, a Wenecja zaczęła nim handlować na większą skalę pod koniec pierwszego tysiąclecia. W tym też okresie Arabowie założyli na Krecie pierwsze plantacje trzciny cukrowej, następne powstały na Cyprze i Maderze, a u schyłku średniowiecza, za sprawą Henryka Żeglarza, na Wyspach Kanaryjskich. Początkowo bardzo drogi (pod koniec XIII wieku wart był swojej wagi w srebrze), z wolna w wykwintnej kuchni zaczął wypierać miód. Służył jako przyprawa i do przygotowywania różnego rodzaju konfitur i kandyzowanych owoców, a także jako lekarstwo. Z tym ostatnim jego zastosowaniem wiąże się powstanie cukierków, wywodzących się z prażonych w karmelu przypraw czy migdałów, mających pierwotnie ułatwiać trawienie. Takie drażetki były popularne w późnym średniowieczu. Prawdopodobnie w tym okresie zaczęto także wyrabiać marcepan.
Stosowanie dużej ilości cukru charakteryzowało zwłaszcza późnośredniowieczną kuchnię włoską, a słodki smak zdominował kuchnię renesansową.

### Inne dodatki
Częstym dodatkiem, wykorzystywanym do uzupełnienia cierpkiego smaku składników, były (słodkie) migdały. Stosowano je na różne sposoby – całe, łuskane lub nie, krojone, mielone i, co było sposobem najpopularniejszym, przetworzone do postaci mleczka migdałowego. Było ono popularnym składnikiem średniowiecznej kuchni, często zastępującym zabronione w okresie postnym mleko.
Na stół podawano także znaną już Grekom i Rzymianom musztardę. Do XIV wieku miała ona postać suchej kostki, przed podaniem rozpuszczanej w wodzie. Musztarda była częstym dodatkiem do solonych mięs, stosowano ją także jako składnik sosów. Zaostrzającym apetyt dodatkiem były także kapary.

## Słodycze i desery
Termin „deser” pochodzi ze starofrancuskiego desservir – „sprzątanie ze stołu”, dosłownie „de-serwowanie” i powstał w średniowieczu. Deser składał się najczęściej z drażetek i grzanego wina, podawanego razem z dojrzałym serem. Pod koniec średniowiecza w skład deseru mogły również wchodzić owoce otaczane w cukrze, miodzie lub syropie i pasty owocowe. Podawano również różnego rodzaju appelbeignety, naleśniki z cukrem, słodkie custardy i dania z mleczka migdałowego i jaj – zamknięte w cieście owoce, a nawet szpik kostny i ryby. W krajach niemieckojęzycznych bardzo często podawano krapfen – ciasta z różnorodnym słodkim i aromatycznym nadzieniem. We Włoszech i południowej Francji już w roku 1340 znane były różne odmiany marcepanu, który zapewne ma korzenie arabskie. Książki kucharskie osiadłych w Anglii Normanów pełne są przepisów na słodkie i aromatyczne ciasta, zupy, sosy i tarty z wiśniami, jabłkami i śliwkami. Angielscy kucharze słynęli z zamiłowania do wykorzystywania w kuchni płatków kwiatów – róż, fiołków i bzu. Quiche napotkać można w czternastowiecznej książce kucharskiej pod nazwą Torte de Bry, z nadzieniem z sera i żółtek jaj.
W północnej Francji znano różnorakie gofry i wafle, podawane z serem i zaprawianym korzeniami winem, lub ze słodką małmazją jako issue de table („odejście od stołu”). Wszechobecny był kandyzowany imbir, kolendra siewna, anyż i inne przyprawy, określane jako épices de chambre („przyprawy salonowe”), podawane pod koniec posiłku, by „zamknąć” żołądek. Podobnie, jak muzułmanie w dzisiejszej Hiszpanii, arabscy zdobywcy Sycylii sprowadzili szeroki wachlarz słodyczy i deserów, które zostały później zaakceptowane w całej Europie. Podobnie, jak Montpellier, Sycylia słynęła kiedyś z suszonych i otaczanych w cukrze orzechów i owoców, nugatowych cukierków (po hiszpańsku torrone lub turrón) i migdałowego confetti. Z południa Arabowie przywieźli też sztukę wytwarzania lodów oraz sorbetów i kilka słodkich ciast oraz na przykład cassata alla Siciliana (z arabskiego qas’ah, co oznaczało terakotową miskę której używano do nadawania ciastu kształtu) z marcepana, ciasto piankowe, słodzoną ricottę i cannoli alla Siciliana (wcześniej cappelli di turchi) – „tureckie czapki”, smażone i chłodzone rurki z ciasta z nadzieniem ze słodkiego sera.

## Przepisy i książki kucharskie

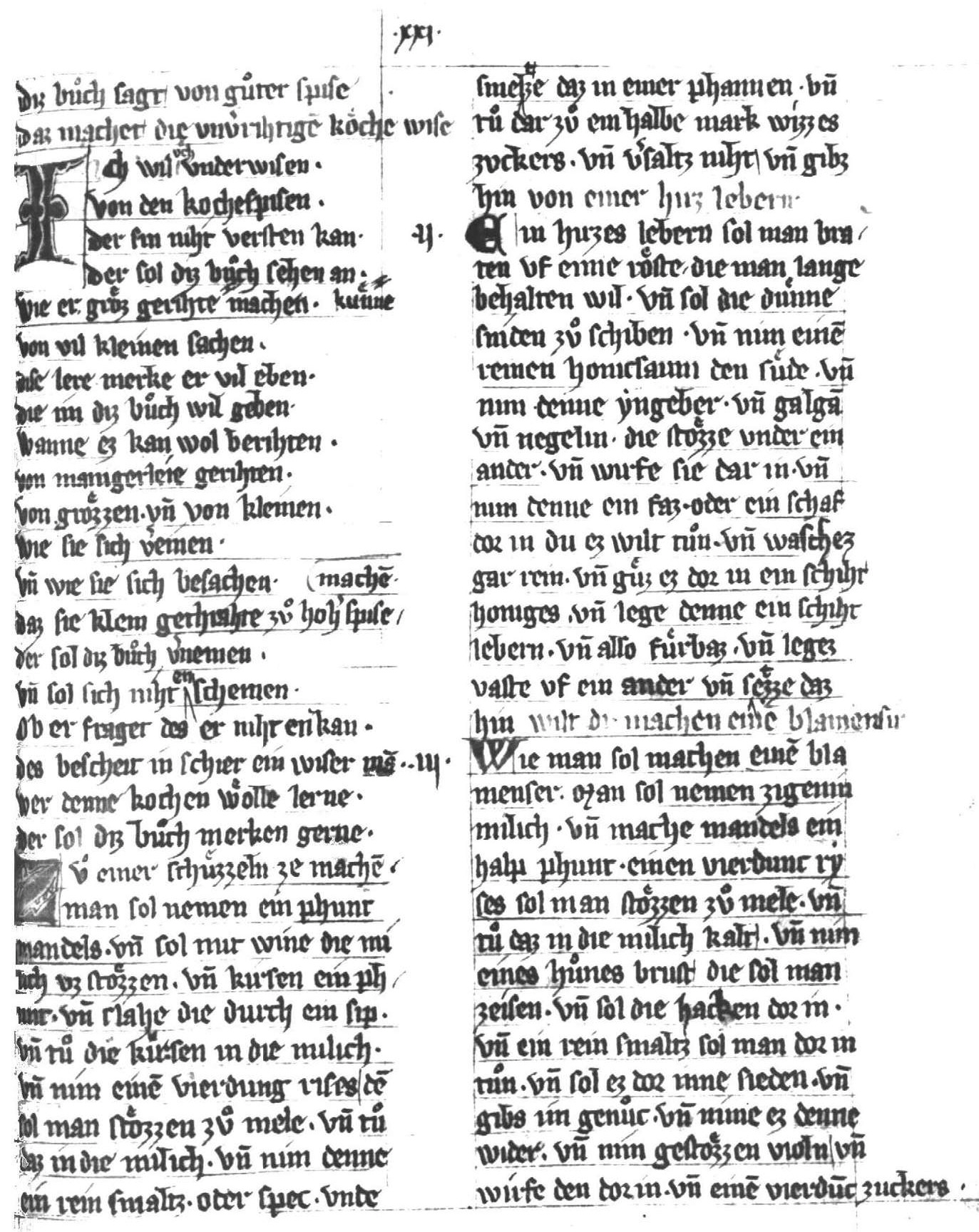
Manuskrypt najstarszej zachowanej niemieckiej książki kucharskiej – Daz Buoch von guoter Spise

Średniowieczne zbiory przepisów są jednym z najważniejszych źródeł wiedzy o ówczesnej sztuce kulinarnej. Przyjmuje się, że stanowią one opisy faktycznych potraw, lecz w odróżnieniu od współczesnych książek kucharskich nie zawierają dokładnego algorytmu ich przygotowania; na ogół nie podają dokładnych miar ani czasu gotowania czy pieczenia, a opis jest często skrótowy. Z uwagi na względnie wysoką jakość zachowanych manuskryptów historycy kulinariów, jak Jean-Louis Flandrin, stawiają hipotezę, że były to zapisy praktyk domowych przeznaczone dla bogatego i piśmiennego pana domu. Zawodowi kucharze zdobywali wiedzę przez szkolenie u mistrza i praktykę; średniowieczny kucharz zatrudniony w dużym domostwie najprawdopodobniej był w stanie zaplanować i przygotować duży posiłek bez pomocy przepisów czy pisanych poleceń.
Do czasów współczesnych przetrwało kilkadziesiąt zbiorów średniowiecznych przepisów. Jeszcze z czasów rzymskich (ok. 400 roku) pochodzi traktat zwany Apicius bądź De re coquinaria z 450 przepisami, zachowany w karolińskim manuskrypcie (VIII wiek) wraz z pochodzącym z przełomu V i VI wieku wykazem używanych w kuchni ziół i przypraw Brevis pimentorum que in domo esse debeant autorstwa Vinidariusa.
Z końca XIII wieku, z terenu Włoch, pochodzą zbiory przepisów Liber de coquina i Tractatus de modo preparandi. Książkę kucharską, zatytułowaną Le Viandier ogłosił Guillaume Tirel zwany Tailleventem, kucharz królów francuskich Filipa VI i Karola V. Wywarła ona wielki wpływ na kuchnię francuską. Duży zbiór przepisów kulinarnych i przykłady menu zawiera Gospodarz paryski, pierwsza praca traktująca o kuchni mieszczańskiej, a nie dworskiej.
Jedną z najstarszych angielskich książek kucharskich jest The Forme of Cury, napisana ok. 1390 roku przez kucharza Ryszarda II. Najstarszym zachowanym niemieckim zbiorem przepisów jest Daz Buoch von guoter Spise, napisany przez urzędnika z biskupiego dworu z Würzburga ok. 1350 roku.
Późnośredniowieczną kuchnię włoską reprezentuje Du fait de cuisine, napisana ok. 1420 roku przez Chiquarta, kuchmistrza na dworze Amadeusza VIII, księcia Sabaudii i Piemontu. Opis składników i sposobu przyrządzania potraw jest w niej dokładniejszy niż we wcześniejsze pracach. Także z Włoch pochodzi traktat De honesta voluptate et valetudine autorstwa Bartolomeo Platiny, opublikowany w Rzymie ok. 1470 roku, zawierający pierwszy drukowany zbiór przepisów kulinarnych.
Nie zachowały się żadne średniowieczne przepisy z terenów Polski, istnieje natomiast XV-wieczny manuskrypt czeskiej książki kucharskiej.

### Pozycje użyte w przypisach
- Melitta Weiss Adamson, Food in Medieval Times. Greenwood Press, Westport, CT, 2004, ISBN 0-313-32147-7.
- Maria Dembinska, Food and Drink in Medieval Poland: Rediscovering a Cuisine of the Past, tłumaczenie Magdalena Thomas, edycja i adaptacja William Woys Weaver, University of Pennsylvania Press, Filadelfia, 1999, ISBN 0-8122-3224-0.
- Food in Change: Eating Habits from the Middle Ages to the Present Day. red. Alexander Fenton i Eszter Kisbán, John Donald Publishers, Edynburg, 1986, ISBN 0-85976-145-3.
- Food in the Middle Ages: A Book of Essays. red. Melitta Weiss Adamson, Garland, Nowy Jork, 1995, ISBN 0-85976-145-2.
- Bridget Ann Henisch, Fast and Feast: Food in Medieval Society. The Pennsylvania State Press, University Park, 1976, ISBN 0-271-01230-7.
- Edwin S. Hunt, James H. Murray, A history of business in Medieval Europe, 1200-1550. Cambridge University Press, Cambridge, 1999, ISBN 0-521-49923-2.
- Medieval Science, Technology, and Medicine: an Encyclopedia. red. Thomas Glick, Steven J. Livesey, Faith Wallis, Routledge, Nowy Jork, 2005, ISBN 0-415-96930-1.
- Regional Cuisines of Medieval Europe: A Book of Essays. red. Melitta Weiss Adamson, Routledge, Nowy Jork, 2002, ISBN 0-415-92994-6.
- Terence Scully, The Art of Cookery in the Middle Ages. The Boydell Press, Woodbridge, 1995, ISBN 0-85115-611-8.